# Carrosseria

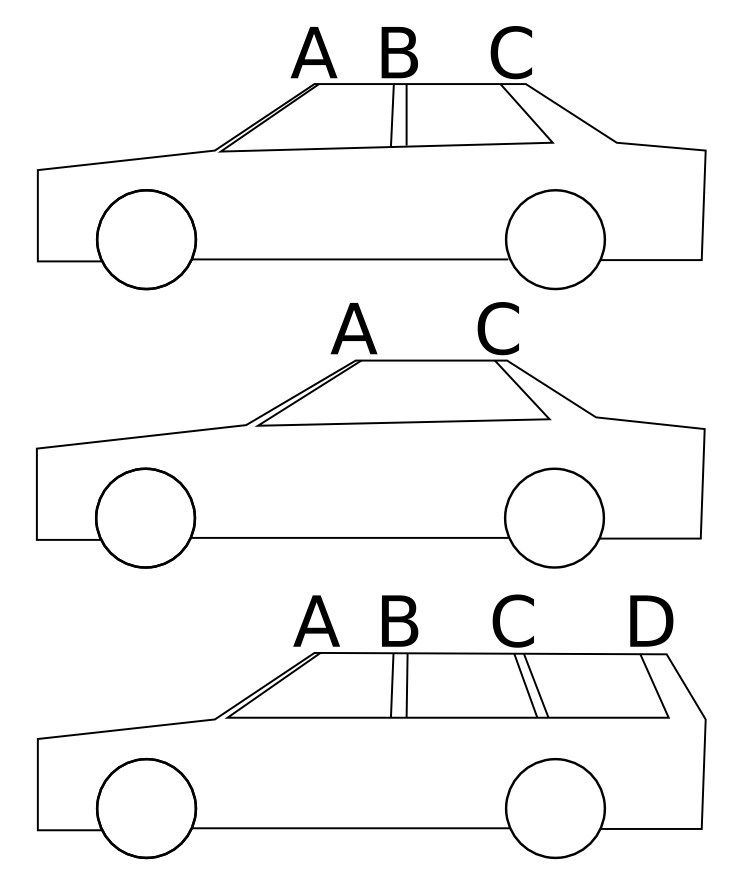
Nomenclatura dels pilars en l'automòbil, útil a l'hora de seguir les explicacions.

La carrosseria d'un automòbil és la part d'un vehicle en què protegeix i suporta els passatgers, la càrrega i per les carroseries autoportants, les parts mecàniques.

## Carrosseries segons construcció

### Xassís independent
La tècnica de construcció de xassís independent utilitza un xassís rígid que suporta tot el pes i les forces del motor i de la transmissió. La carrosseria, en aquesta tècnica, compleix molt poca o cap funció estructural.
Aquesta tècnica de construcció era l'única utilitzada fins a 1923, any en què es va llançar el primer automòbil amb estructura monobuc, el Lancia Lambda. Les carrosseries autoportants, al llarg del segle xx, a poc a poc van substituir al xassís independent. Actualment només es construeixen amb xassís independent diversos vehicles tot terreny, esportiu utilitaris, i la majoria de les camionetes grans i algunes de les camionetes lleugeres així com diversos automòbils americans.
Els primers xassís independents eren de fusta, en continuació de les tècniques de construcció dels cotxes de cavalls. En els anys 1930 van ser substituïts de manera generalitzada per xassís d'acer. Existeixen xassís amb bastidors de travessers en forma d'escala, dos travessers paral·lels longitudinals creuats per travessers transversals, amb travesser en forma de X i de tub central.

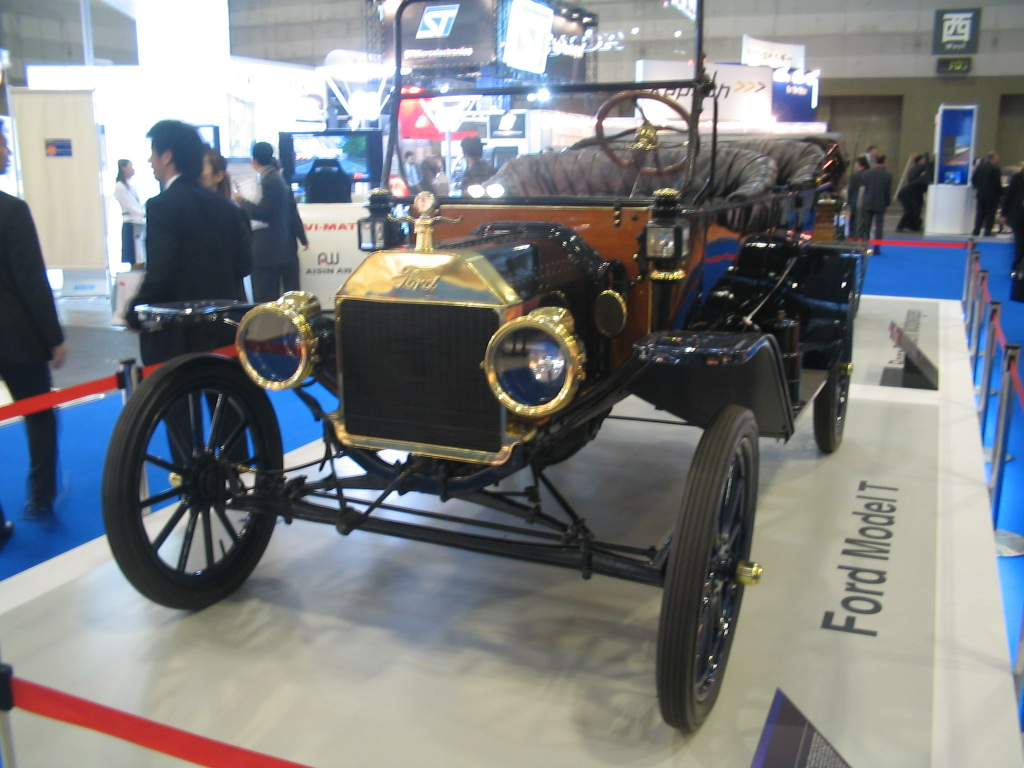
Ford T, vehicle veterà amb xassís independent
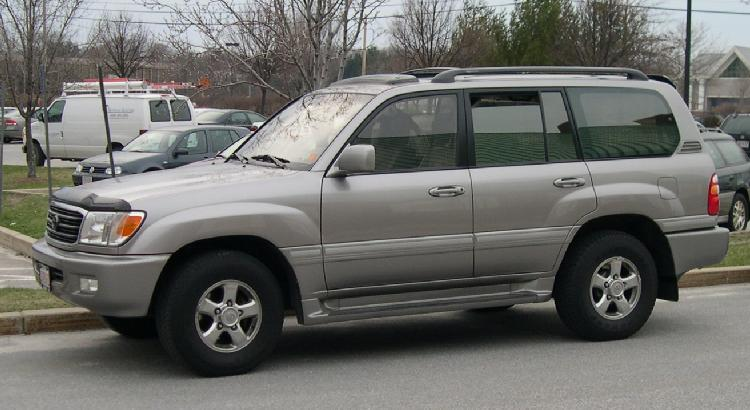
El Toyota Land Cruiser, modern vehicle amb xassís independent
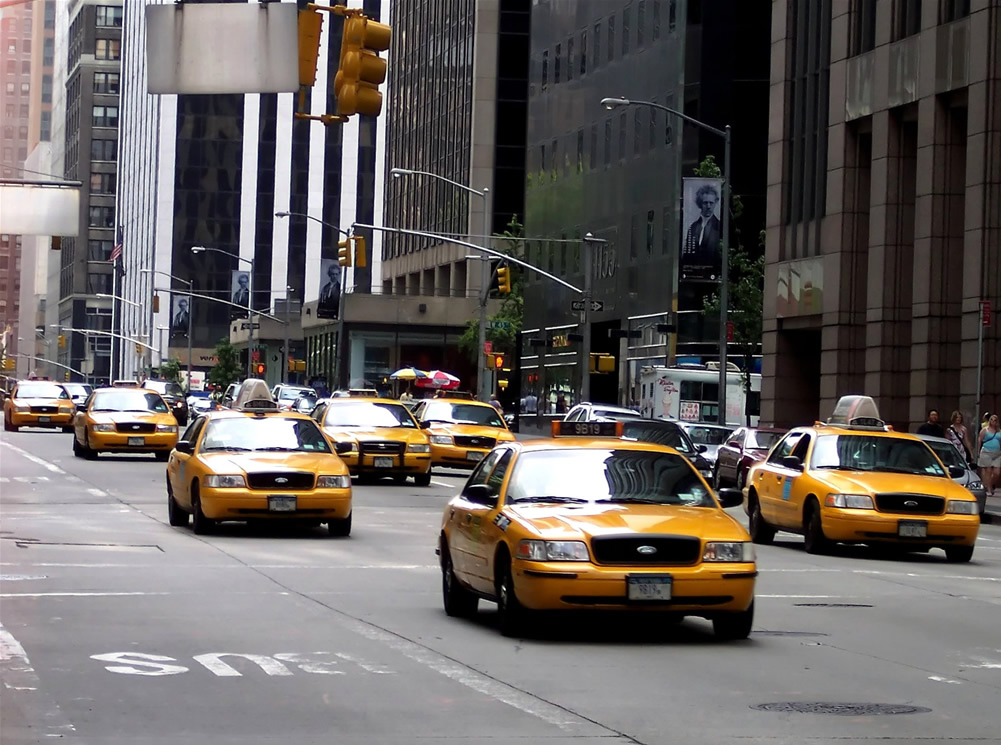
El Ford Crown Victoria, favorit entre els taxis per la seva fortalesa i rigidesa

Als Estats Units el xassís independent va durar més que en altres països, ja que el costum nord-americana del canvi anual de disseny era més difícil amb estructures monobuc. Des dels anys 1960 la major part dels automòbils de passatgers van utilitzar la construcció monobuc, només els camions, autobusos, tot terrenys per a ús rude i automòbils grans segueixen usant el xassís independent, si bé cada vegada més ha incorporat l'estructura autoportant.
El xassís independent segueix sent el preferit per a vehicles industrials, que han de transportar o arrossegar càrregues pesades. D'entre els pocs automòbils de gran sèrie que se segueixen fabricant amb xassís independent destaquen el Ford Crown Victoria, l'Mercury Grand Marquis i el Lincoln Town Car. Els avantatges són la facilitat de reparació després de topar (el que li fa ser preferit com a vehicle policial) i d'allargar per fer una limusina.

### Autoportant
La carrosseria autoportant és una tècnica de construcció en la qual la xapa externa del vehicle suporta alguna cosa (semi-monobuc) o tota la càrrega estructural del vehicle.
El primer vehicle a incorporar aquesta tècnica constructiva va ser el Lancia Lambda, de 1923.
Els primers vehicles de gran sèrie a tenir carrosseria autoportant van ser el (en anglès) Chrysler Airflow i el Citroën Traction Avant.
El Volkswagen Escarabat de 1938 tenia una carrosseria semi-monobuc, ja que tenia xassís independent, però aquest necessitava també la carrosseria per a suportar el pes del vehicle.
La Segona Guerra Mundial va suposar un alt en el desenvolupament automobilístic. Després de la guerra, la carrosseria autoportant es va anar difonent.
El Morris Minor de 1948 va ser un vehicle de postguerra que va adoptar aviat la tècnica.
El Ford Consul introduir una variant de carrosseria autoportant anomenada unit body o unibody, en la qual els diferents panells de la carrosseria és 
 cargolades a una estructura monobuc.
Altres vehicles (per exemple el Chevrolet Camaro de 1967) van utilitzar una tècnica mixta, en la qual un semi-monobuc es combinava amb un xassís parcial (subxassís) que suportava el motor, el pont davanter i la transmissió. Aquesta tècnica tractava de combinar la rigidesa i la resistència de la carrosseria autoportant amb la facilitat de fabricació del vehicle amb xassís independent. Actualment aquest sistema es troba en alguns vehicles tot camí de les marques Japoneses Toyota, Mitsubishi i Suzuki per obtenir més rigidesa torsional i tenir alhora l'avantatge monobuc en vehicles tot camí que requereixin major resistència a maltractaments. Els inconvenients eren desajusts entre el xassís parcial i la carrosseria, que van solucionar-se amb punts de soldadura i adhesius especials.
Actualment, gairebé tots els automòbils es construeixen amb monobuc, les diferents peces s'uneixen mitjançant soldadura de punts. També els vidres tenen una funció estructural i contribueixen a la fortesa i rigidesa.

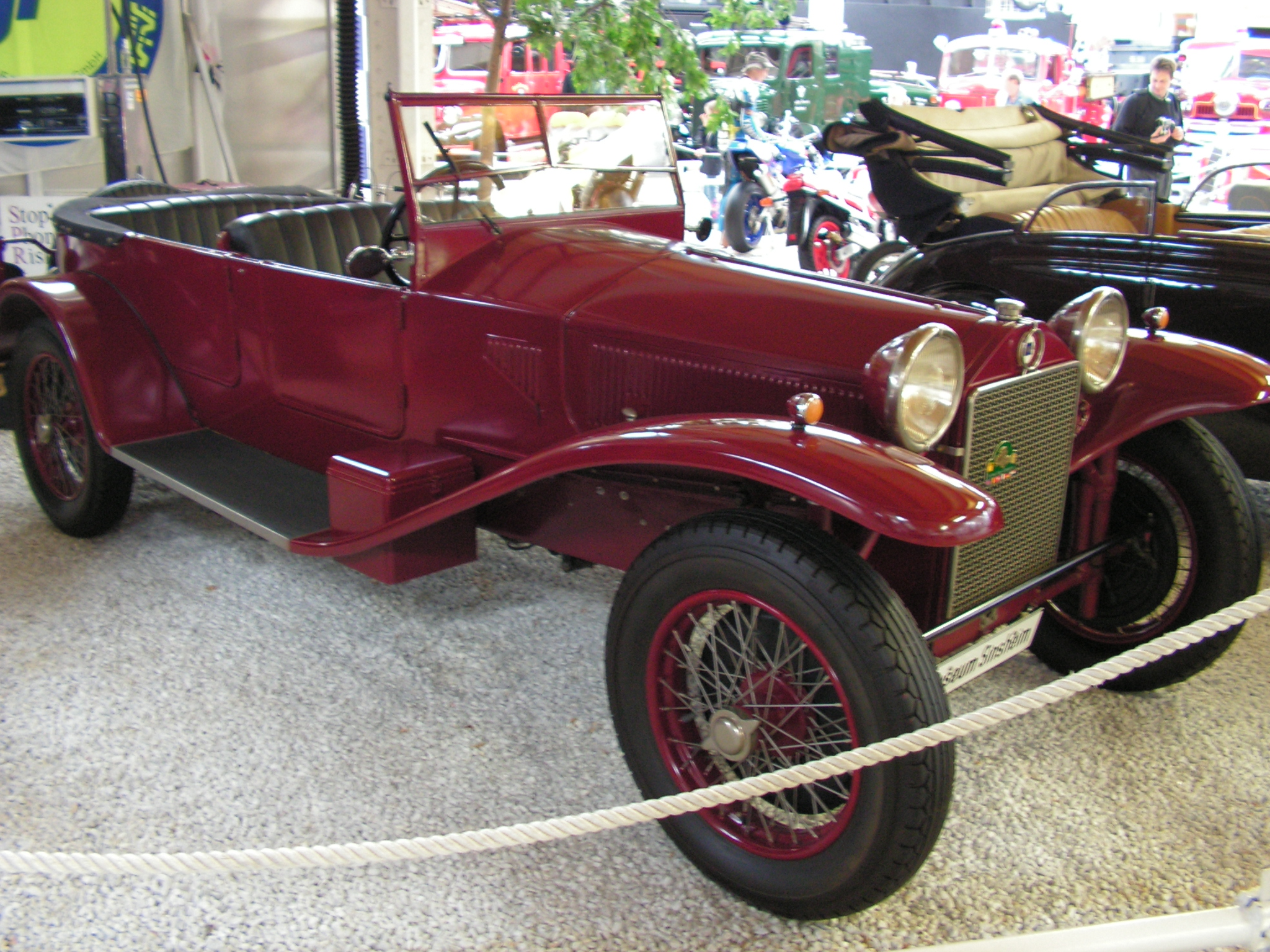
Lancia Lambda, primer vehicle amb carrosseria autoportant
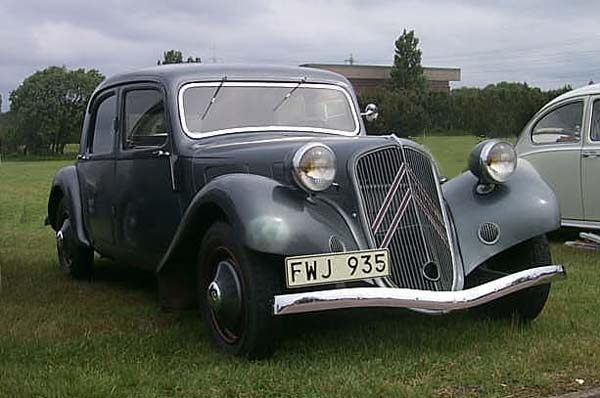
Citroën Traction Avant 1934
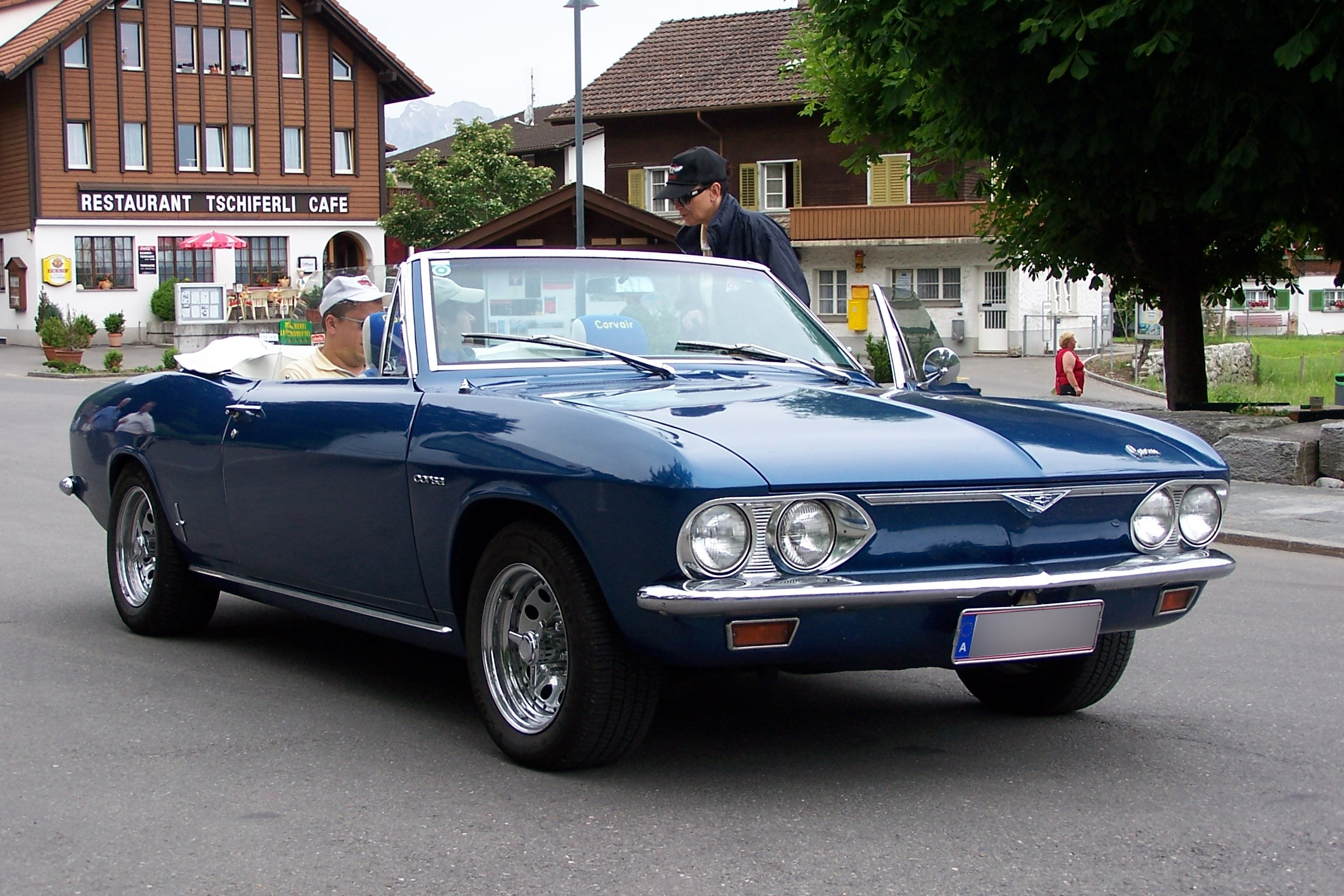
El 1960 Detroit va tenir grans innovacions en la construcció tipus autoportant, aquí el Chevrolet Corvair

### Tubular
La carrosseria tubular o superlleugera va ser creada el 1937 pel carroser italià Touringper a vehicles clàssics esportius. Utilitza com a estructura una xarxa de fins tubs metàl·lics soldats, recoberta després amb làmines de metalls lleugers com ara alumini o magnesi. Aquesta tècnica aconsegueix una gran rigidesa i resistència amb molt poc pes. D'altra banda, la fabricació és molt cara i laboriosa.
La tècnica encara s'utilitza en models esportius fets a mà.

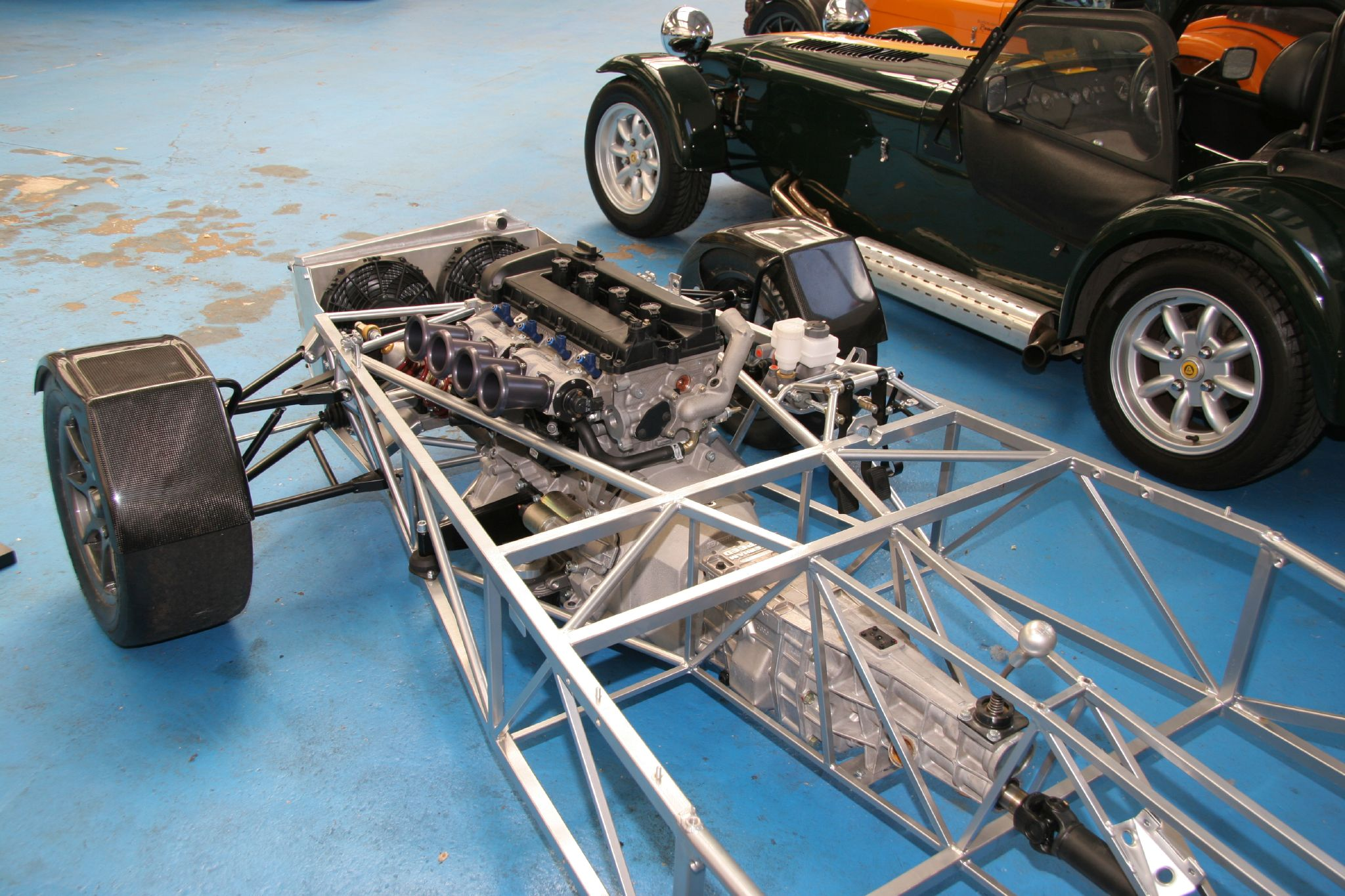
Estructura tubular d'un Caterham Seven actual
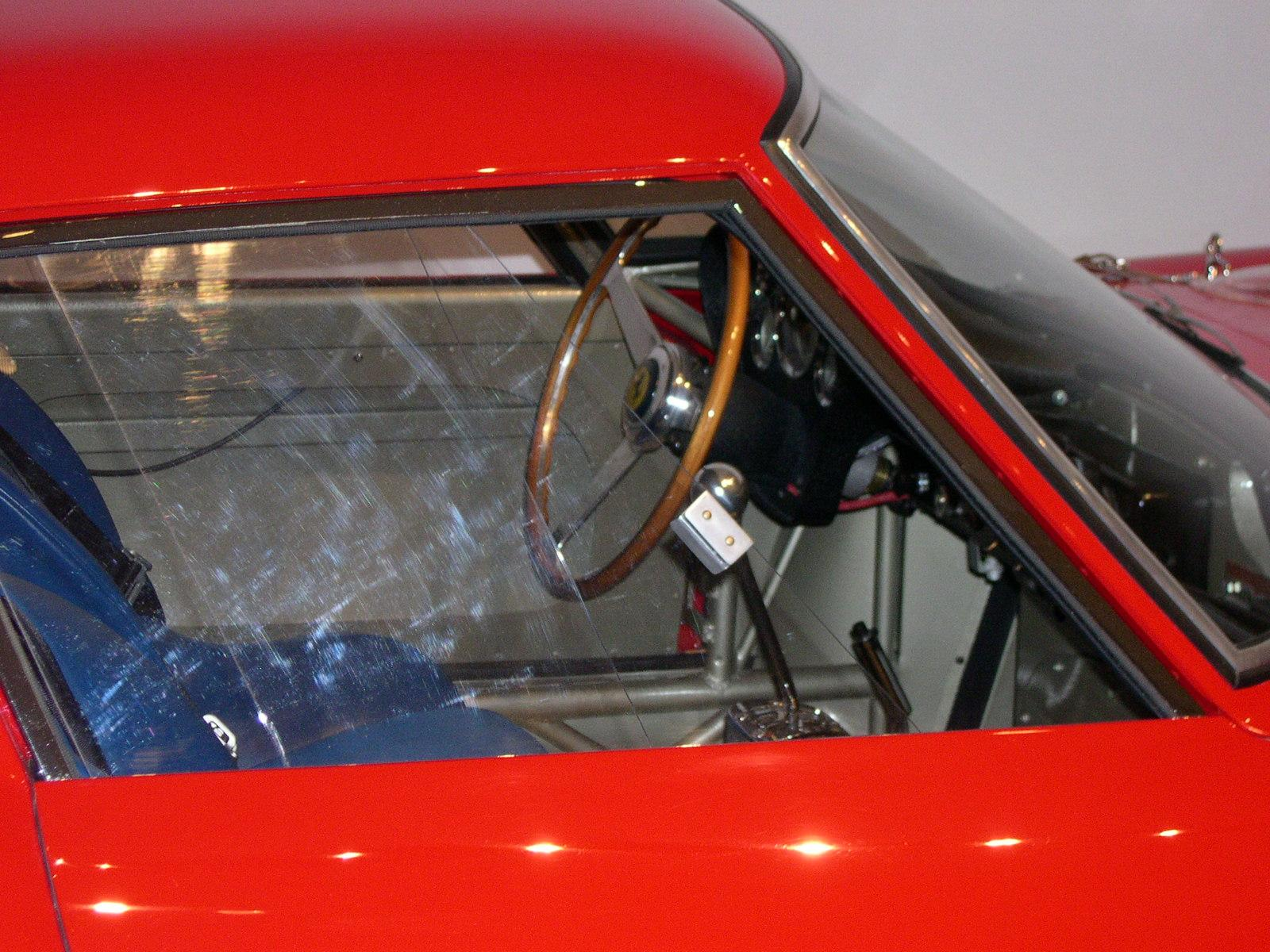
Estructura tubular en l'habitacle d'un Ferrari 250 GTO de 1962

## Carrosseries segons nombre de volums

### Monovolum
Un monovolum és una carrosseria en la qual no es diferencia més d'un volum. La zona del motor, la cabina i el maleter estan completament integrats. Generalment, un monovolum és més alt que un automòbil de turisme (1,60 a 1,80 metres contra 1,40-1,50 metres).
Els monovolums grans i alguns compactes (des de 4,40 metres en endavant) tenen freqüentment tres files de seients, mentre que els més petits només tenen dues files.

### Tres volums
En aquest model es distingeixen clarament tres volums: un volum per al capó amb el motor, un altre per l'habitacle i un tercer per al compartiment de càrrega.
Els sedans són gairebé sempre de tres volums, i nombrosos cupès també ho són. Algunes rares excepcions a aquesta regla són el SEAT Toledo de primera generació i el Daihatsu Applause.

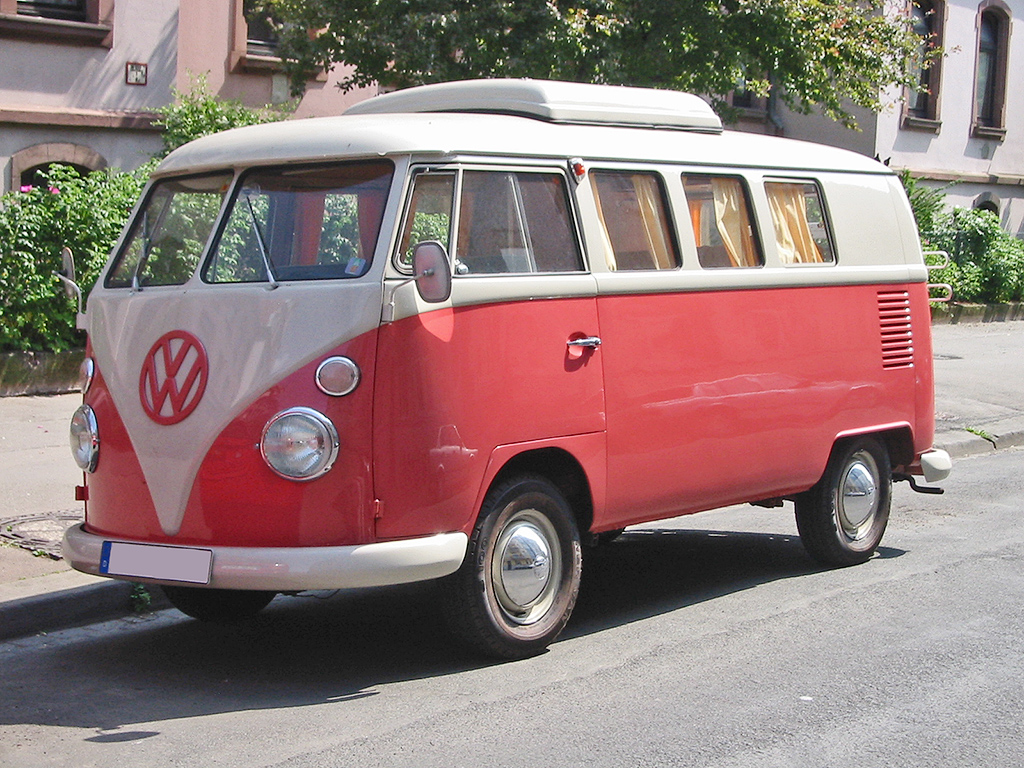
Volkswagen Combi, clàssic monovolum per excel·lència
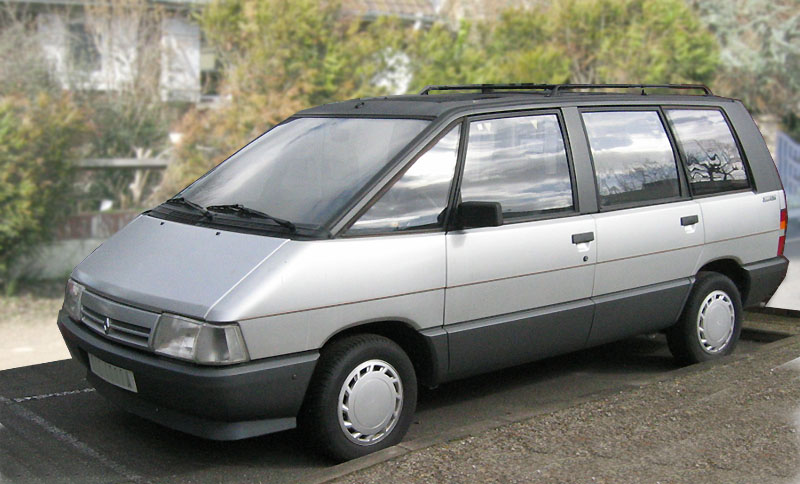
Renault Espace de primera generació, monovolum
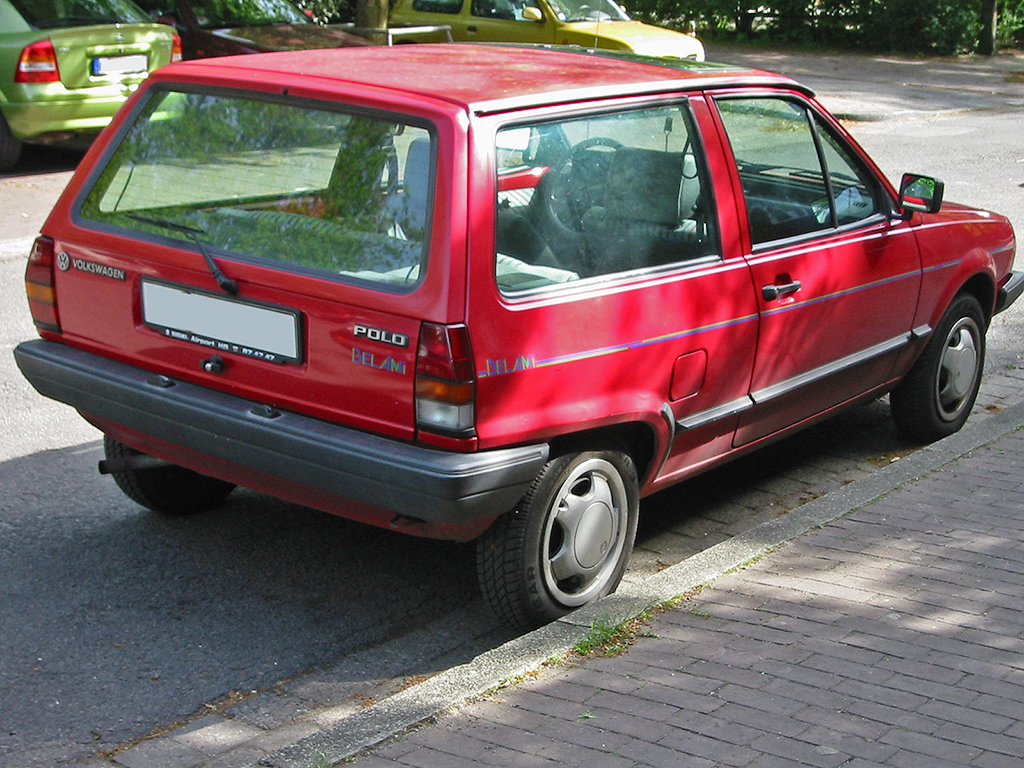
Volkswagen Polo, dos volums
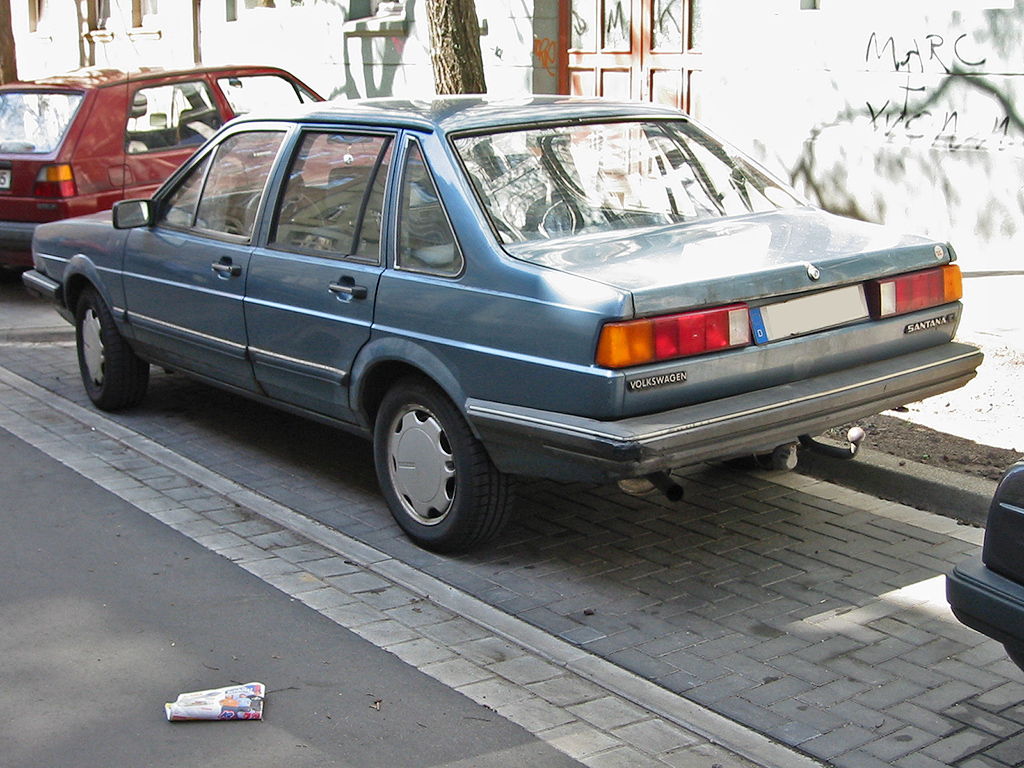
Volkswagen Santana, versió de tres volums
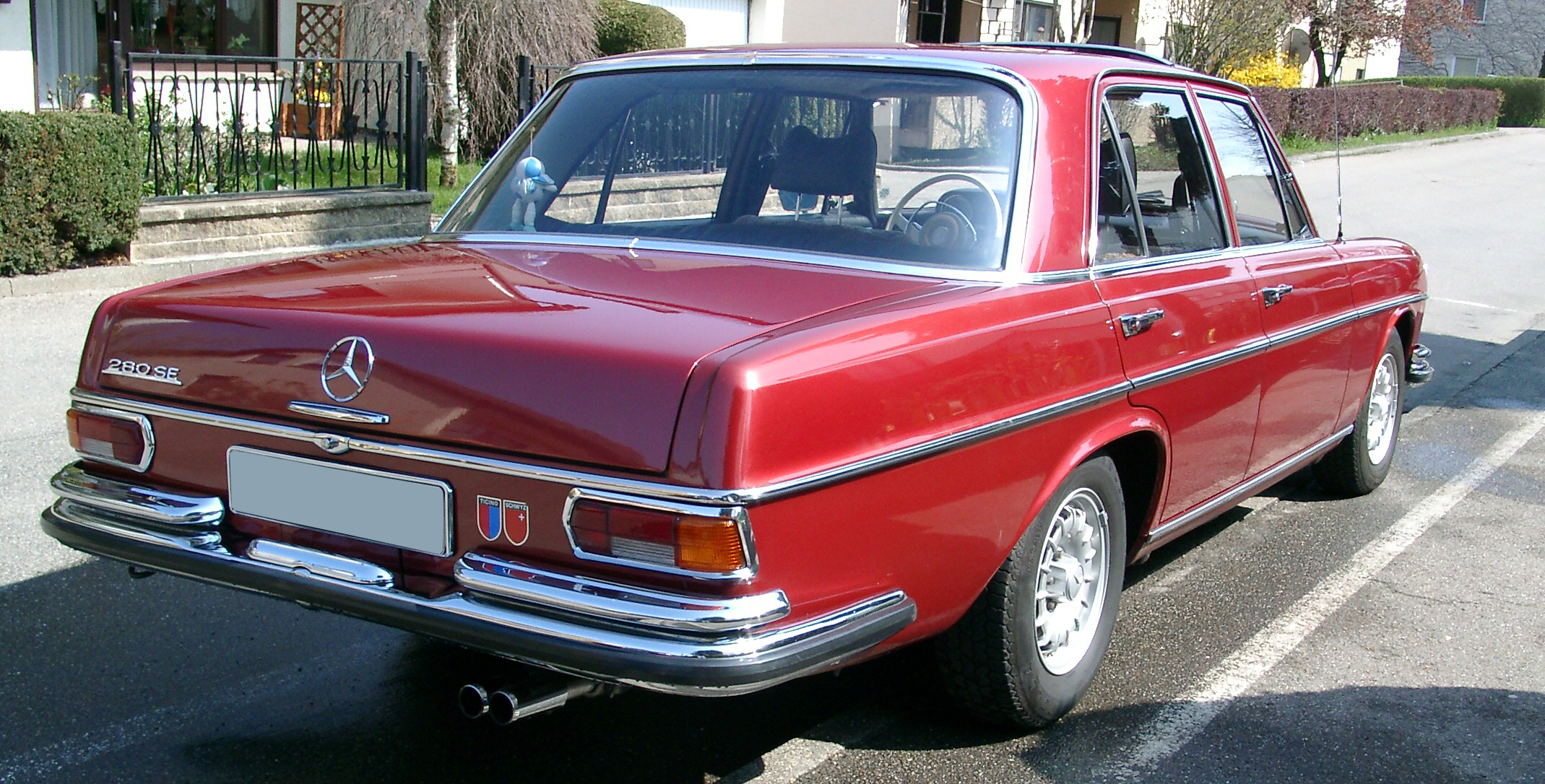
Tres volums Mercedes Benz dels '60

## Carrosseries segons la forma
Els automòbils tenen diferents formes de carrosseria. Algunes d'aquestes formes estan en producció, altres tenen un interès merament històric. Part d'aquestes formes reben el nom del disseny equivalent que tenien els cotxes de cavalls abans d'aparèixer l'automòbil.
Es llisten a continuació els estils en ús i el seu significat actual.

### Sedan
Sedan és un tipus d'automòbil de turisme, és un tres volums en què la tapa del maleter no inclou el vidre del darrere, de manera que aquest està fix i el maleter està separat de la cabina. El maleter s'estén horitzontalment des de la part inferior de la lluna posterior algunes desenes de centímetres cap enrere. La quantitat de portes és la de les portes laterals, pràcticament sempre dos o quatre.
En canvi una "Berlina" és un disseny que consisteix en una cabina o àrea per a passatgers amb un espai de càrrega (maleter) integrat al qual s'accedeix mitjançant una porta del darrere. Aquest porta inclou el vidre i la volada posterior és relativament curt. La porta del darrere es considera una porta més, de manera que els hatchback amb dues portes laterals s'anomenen "tres portes" i els models amb quatre portes laterals són "cinc portes".

### Familiar
Una familiar, rossa, ranxera, estanciera o rural és un automòbil amb el sostre elevat fins a la porta del darrere, que serveix per accedir a la plataforma de càrrega.
Els fabricants solen utilitzar els termes corresponents en altres idiomes: "Break" a França, "Kombi", "Tourer" o "Touring" a Alemanya i Suècia, "Station Wagon" en anglès nord-americà i "Estate" en anglès del Regne Unit.
Atès que els termes familiar i station wagon tenen, per a certs compradors, cert estigma de designar vehicles avorrits, alguns fabricants han creat noms alternatius, més suggerents i estimulants, per les seves versions familiars.
Cal destacar que el Volvo 240 Familiar ha sortit en innombrable de pel·lícules a Hollywood, estrella per si sol.

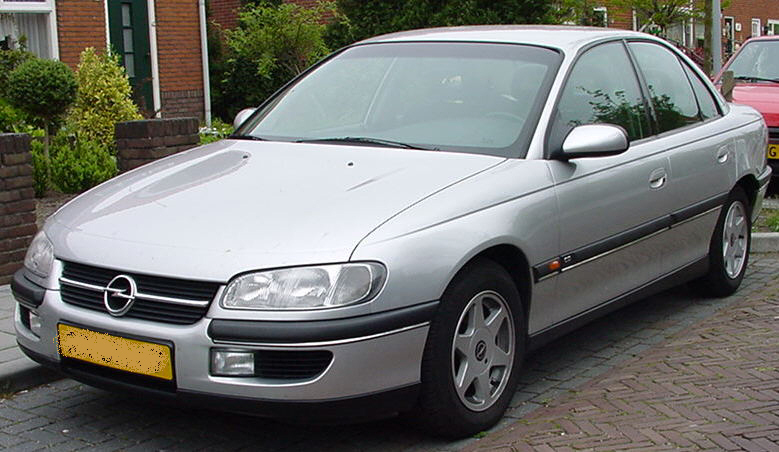
Opel Omega sedan
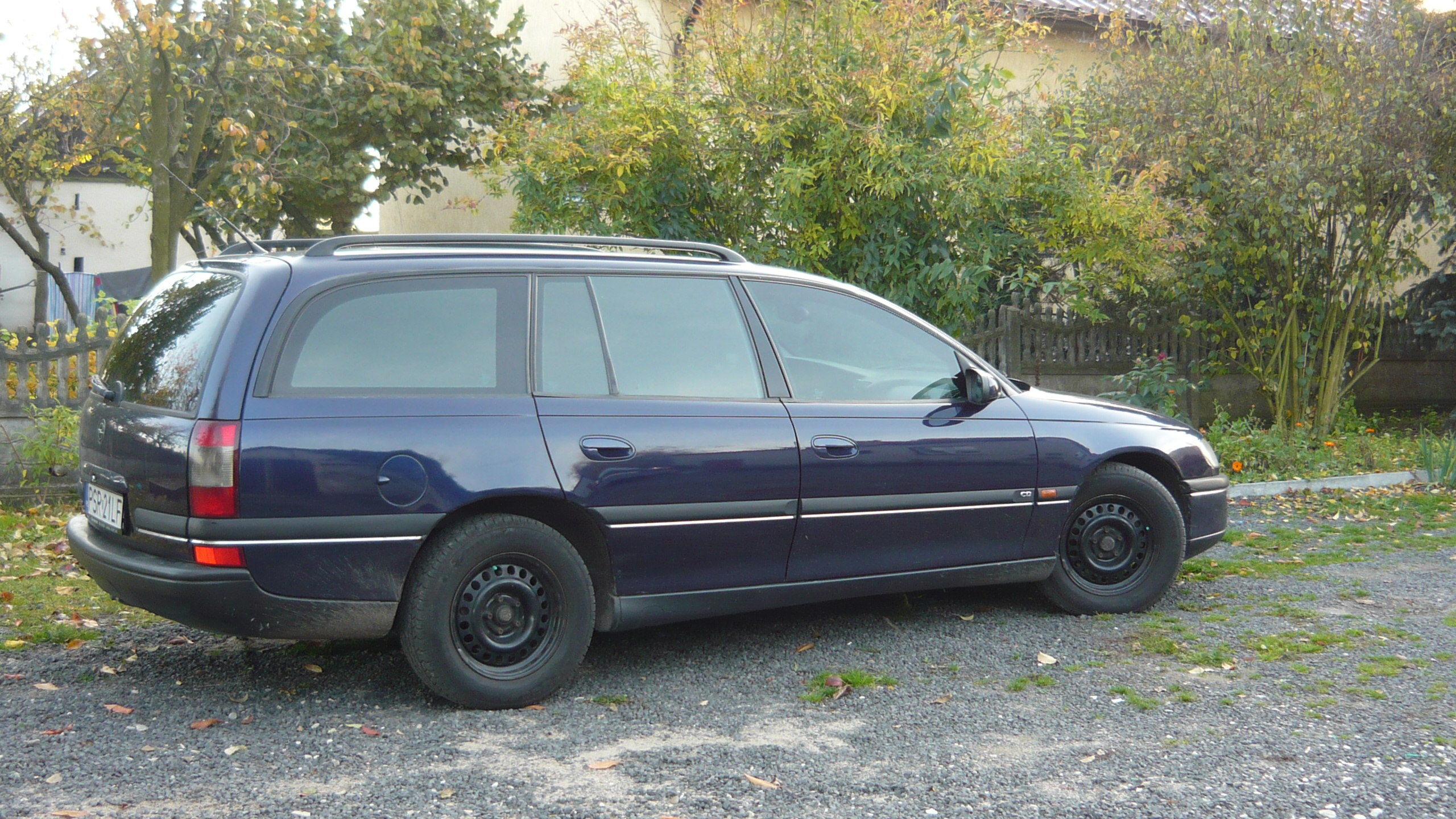
Opel Omega Caravan, familiar
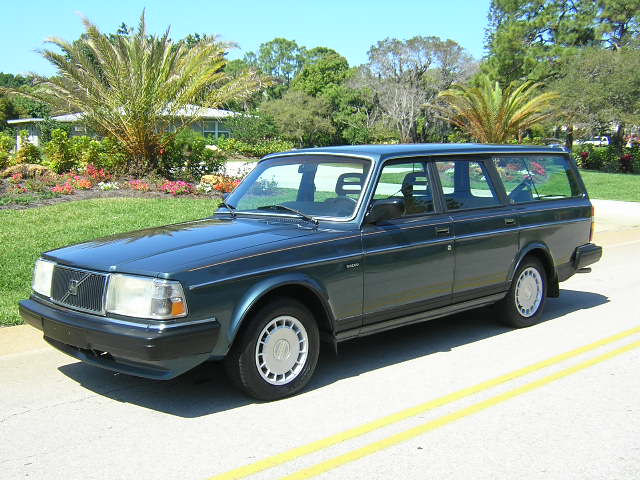
Volvo 240 familiar
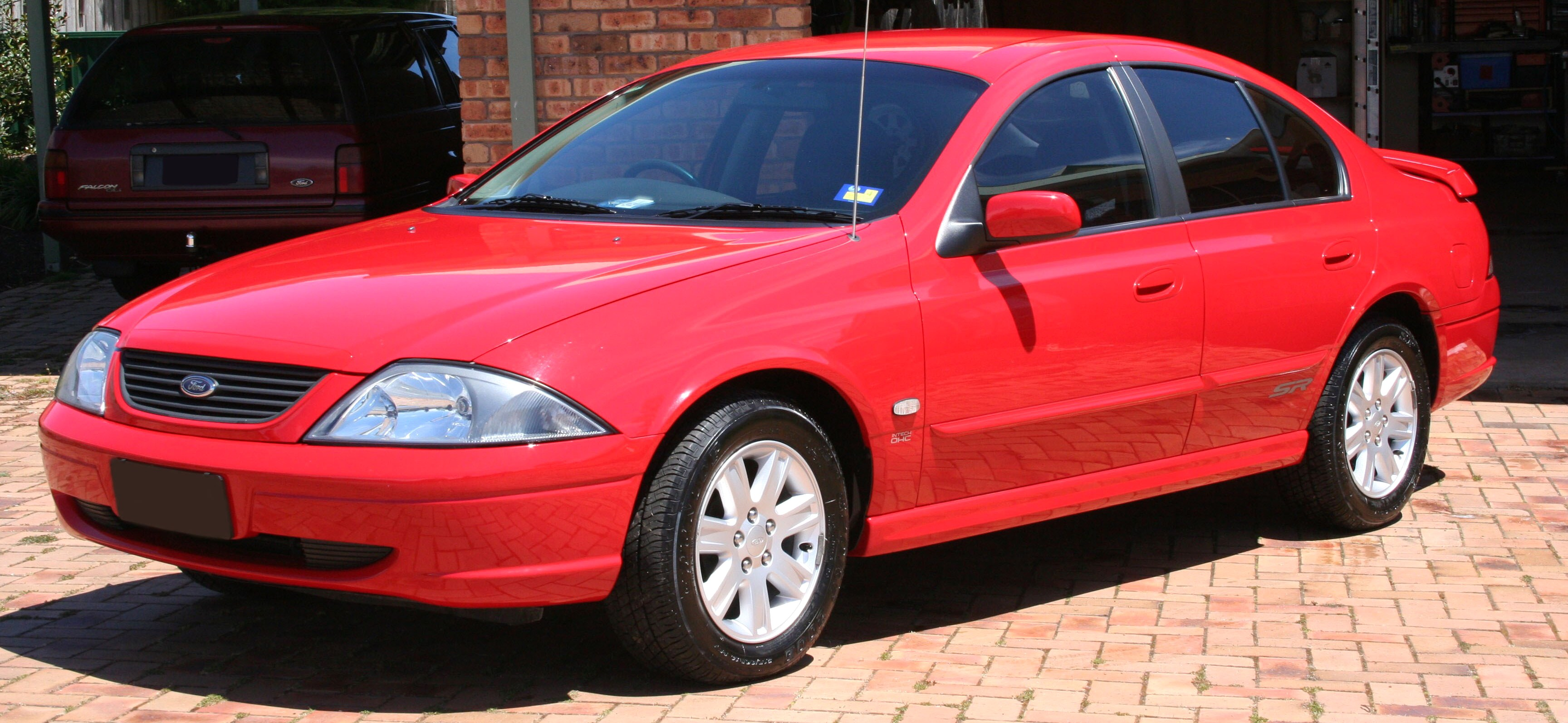
Ford Falcon sedan australià

#### Woodie
Aquests vehicles van ser denominats "rosses" a Espanya, com que la fusta amb què es construïen solia ser de color clar. Era normal que, en parlar en una revista especialitzada espanyola contemporània de, diguem, un Seat 1500 familiar, se li digués "Seat 1500  Rossa ", encara que no hi hagués fusta autèntica ni simulada en aquest vehicle. Altres denominacions per a aquesta carrosseria (i per al "familiar") van ser Ranchera i Jardinera.
La història del Woodie (de wood o fusta) és una història de canvis tecnològics i socials.
Als anys 1920, alguns carrossers van començar a adaptar xassís de sedanes per transportar paquets. Aquesta adaptació els donava una forma molt semblant al que actualment anomenem familiar o station wagon. Atès que els cotxes d'aquella època tenien el xassís independent, era possible fer canvis en la supraestructura sense afectar l'estructura bàsica del vehicle, de manera que els panells de carrosseria modificats solien ser de fusta. Aquest material feia possible una transformació artesanal, com que estampar panells metàl·lics requereix una gran inversió inicial.
En aquella època el cotxe era encara un article minoritari, i el mètode de transport més popular era el ferrocarril. Per a molts hotels surgia el problema que els seus clients necessitaven transportar maletes i paquets des de l'estació. Els hotels, conseqüentment, van adquirir flotes d'aquests vehicles per al transport de persones i el seu equipatge. D'aquí el nom Station Wagon.
Als anys 1930 van començar a aparèixer Woodies de luxe. Probablement per l'associació mental del Woodie amb el temps de lleure i els hotels de luxe que els empraven. Lluny de la connotació utilitària i comercial que el "Familiar" va tenir a Europa, als Estats Units el "Woodie" era sovint al límit superior de la gamma, car i carregat d'extres, i per això un símbol d'estatus social. Fins aquesta època, el Woodie va tenir els panells de fusta.

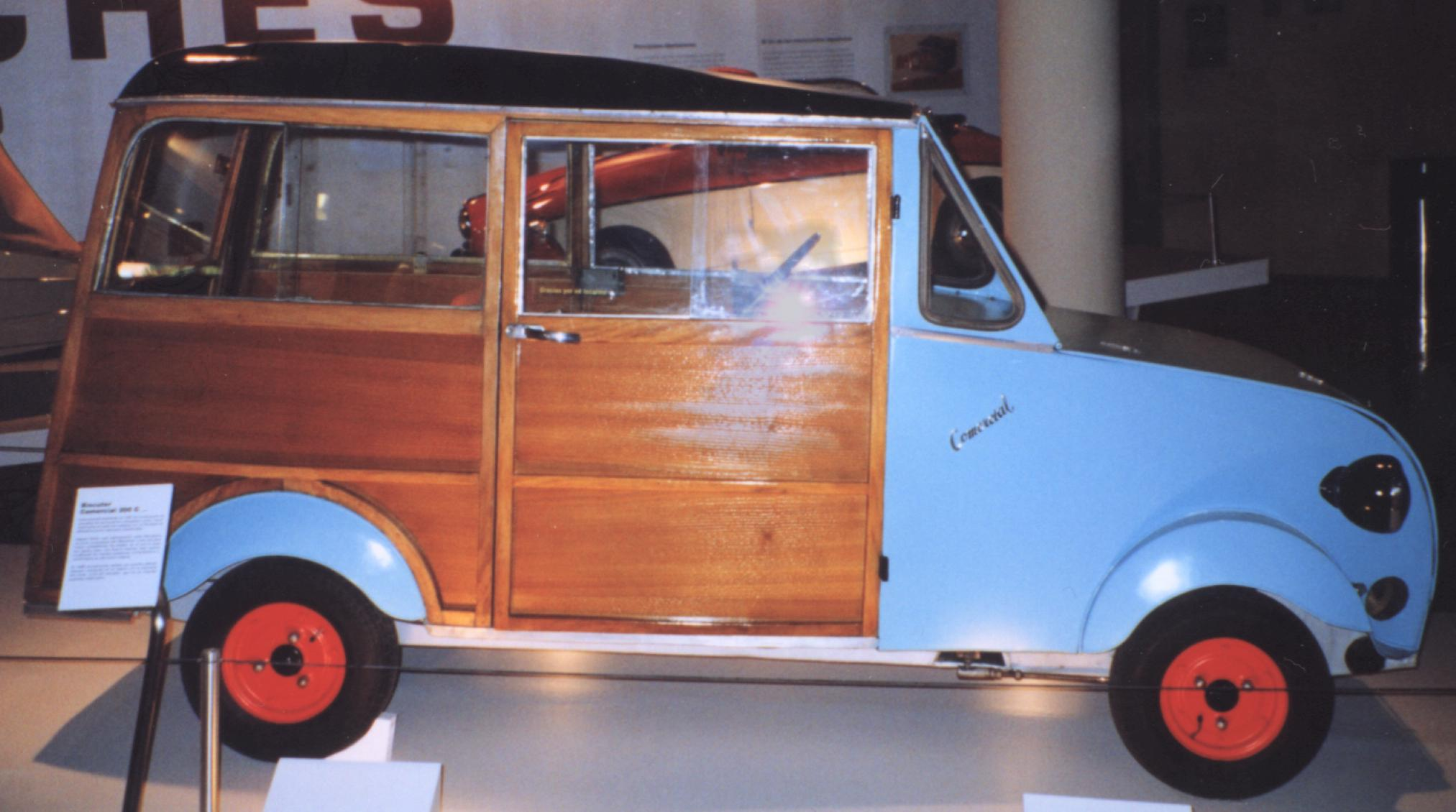
Comercial Biscuter
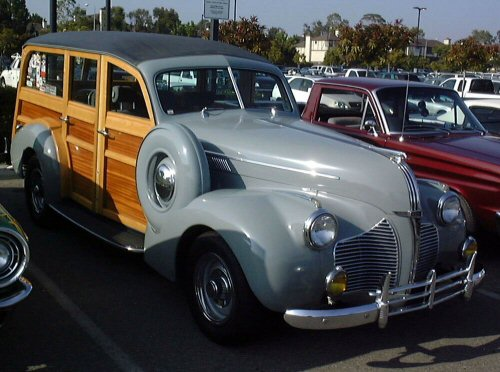
1940 Pontiac Special Sèries 25 Woodie
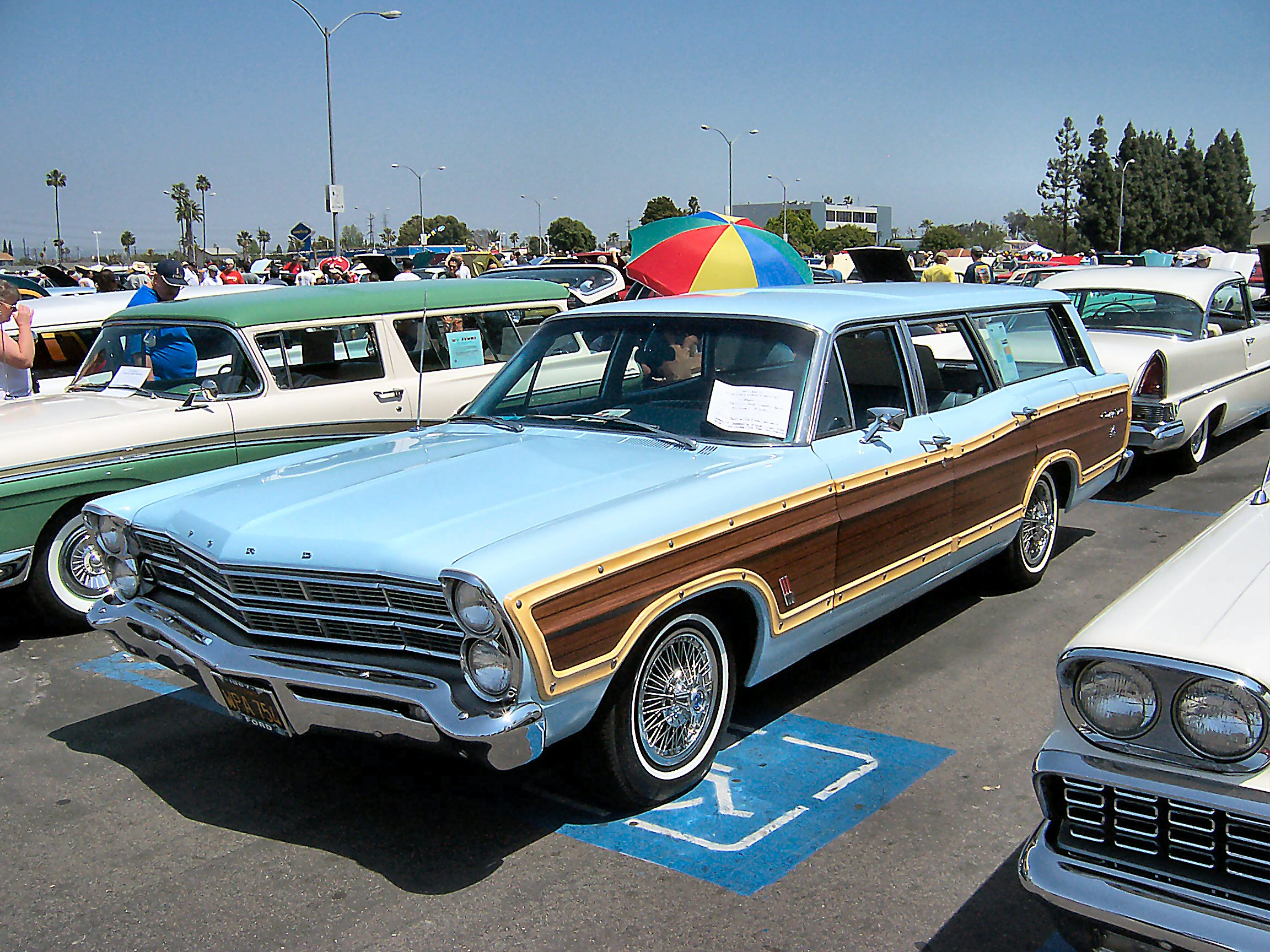
Faux Woodie 1967 Ford Country Squire

Als anys 1950 els vehicles per a transport de paquets van esdevenir vehicles de sèrie amb finició de xapa metàl·lica i no conversions artesanals. El Woodie ja no tenia cap raó de ser, excepte el manteniment d'unes expectatives psicològiques del comprador sobre com havia de ser un familiar de luxe. La fusta era ja un mer element decoratiu aplicat sobre una carrosseria metàl·lica, el que va encarir la fabricació i complicar el manteniment. Als anys 1960 i 1970 la fusta va ser reemplaçada per panells decorats amb disseny de fusta, empastats a les xapes metàl·liques.

### Cupè
Cupè (o coupé) és un tipus de carrosseria de dos o tres volums i dues portes laterals. Un cupè s'anomena fastback o tricuerpo (notchback), segons l'angle que forma la finestra del darrere amb la tapa del maleter o del motor. Els cupès, juntament amb els descapotables, formen el grup dels automòbils esportius.
Entre les següents fotos es pot apreciar un antic Ford Model A Coupé i un Auto Union 1000 coupé, precursor d'Audi, amb sostre escorredor de lona, 2 portes sense pilar tipus hardtop i carrosseria semi-fastback, cotxe molt avançat en la seva època i molt popular no només al seu país natal sinó també en Brasil i Argentina.

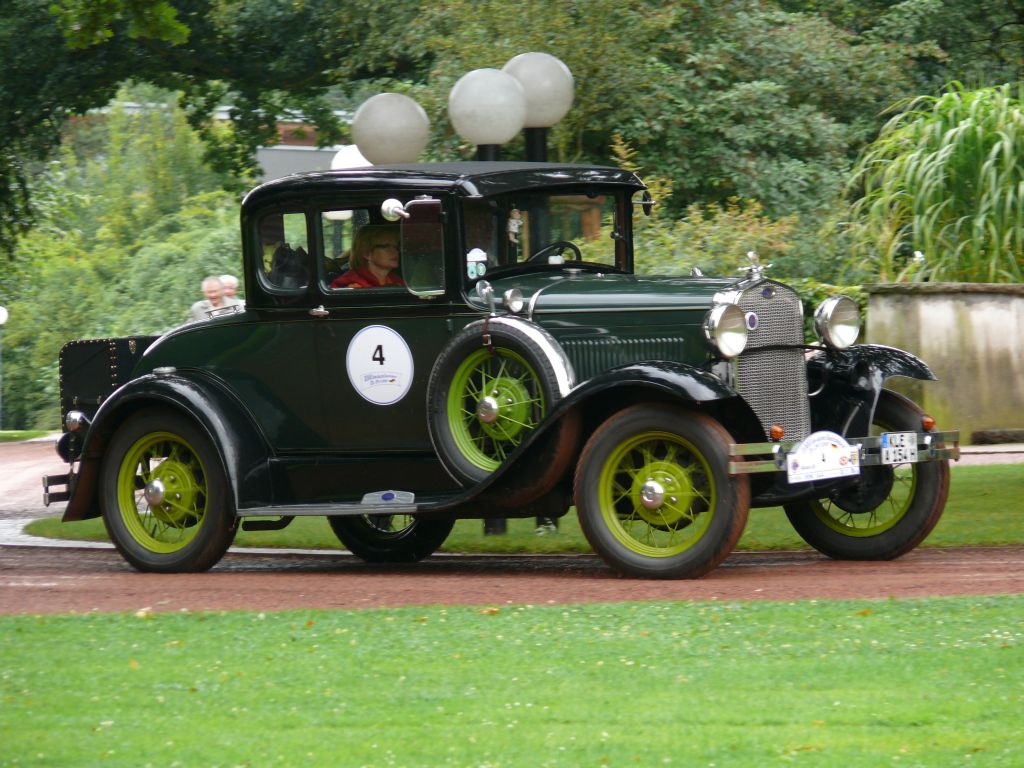
Ford A Coupé
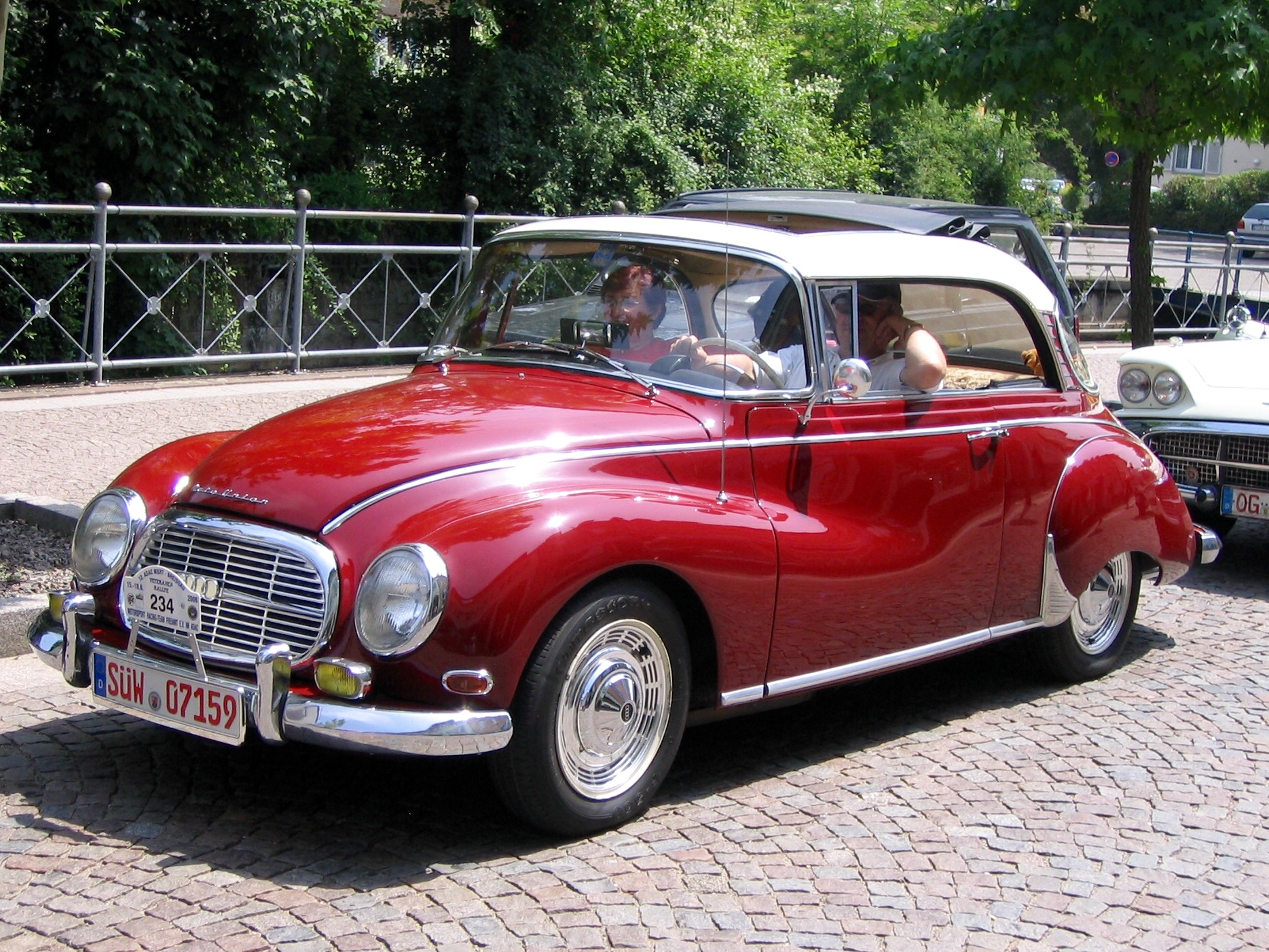
Auto Union 1000 Coupé dels '50
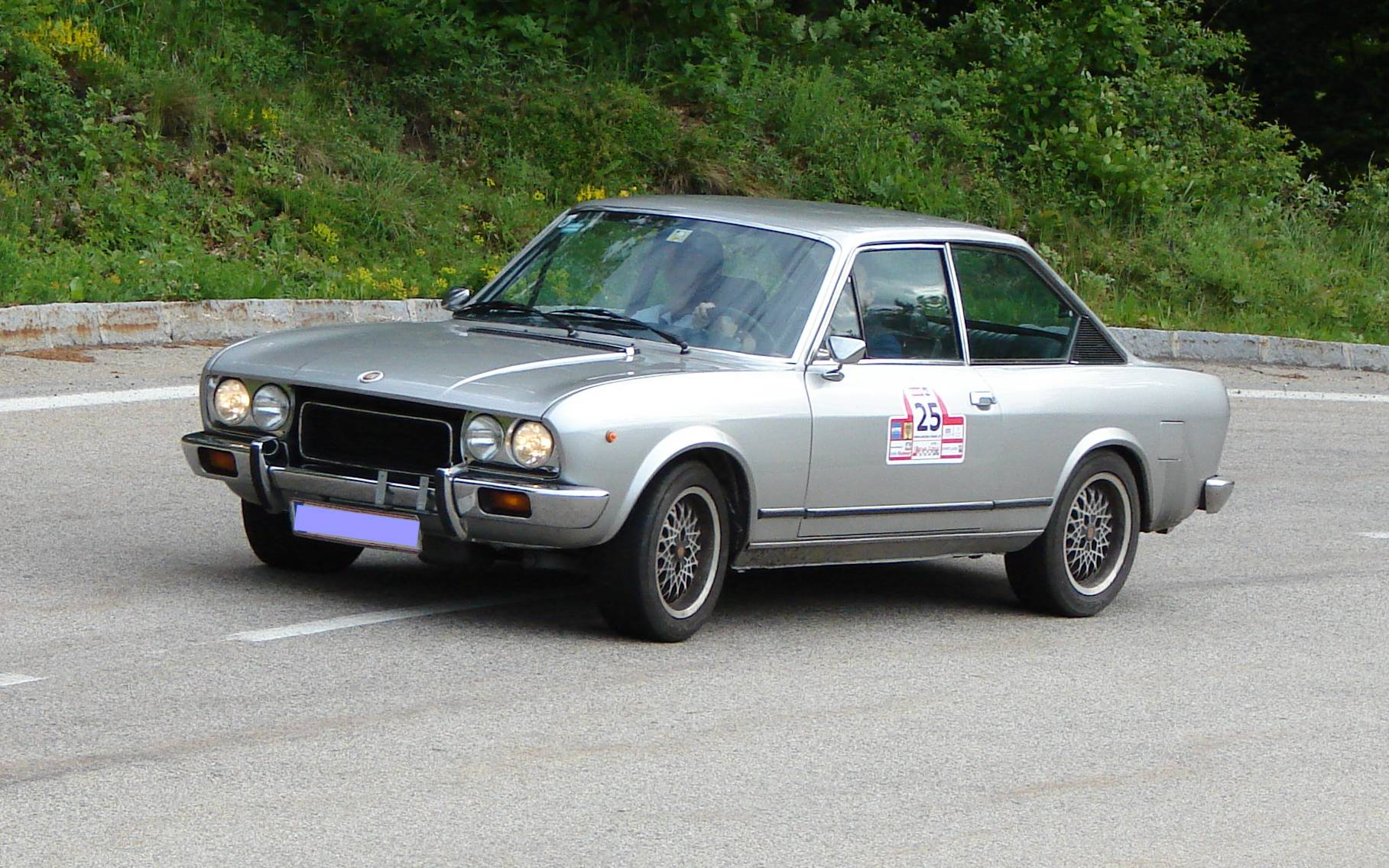
1972 Fiat 124 Coupé 1800
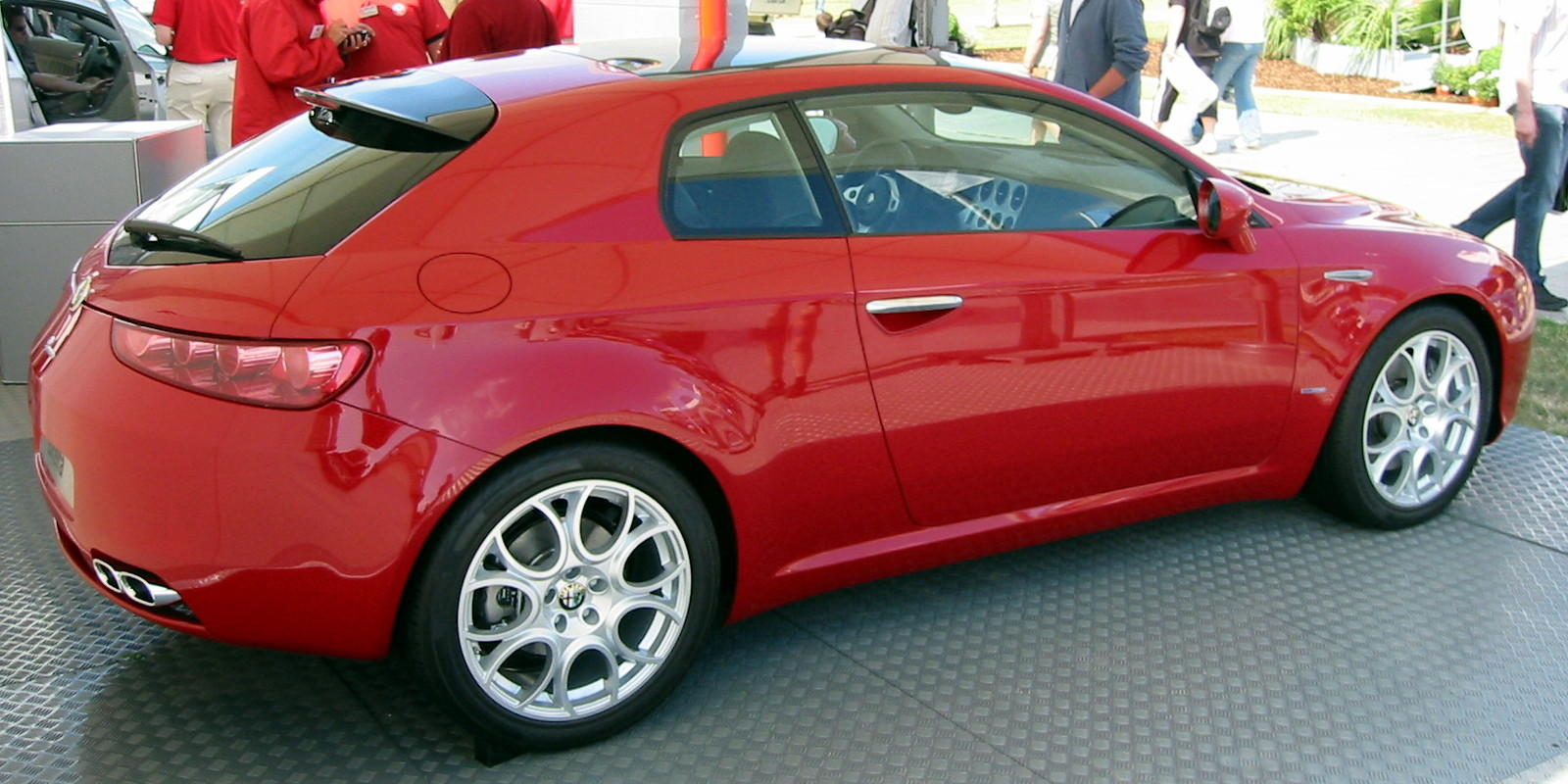
2009 Alfa Romeo Brera Coupé

### Hardtop
Les carrosseries tipus hardtop o "sostre dur" eren una especialitat nord-americana. Consistien en una versió sense pilar B d'un vehicle de sèrie. El propòsit del hardtop és aconseguir l'estètica del convertible, però evitant alguns dels seus inconvenients.
El més freqüent eren de dues portes, però també es va haver versions hardtop de quatre portes i fins i tot de familiars.
El hardtop presentava alguns inconvenients:
- L'absència del pilar B feia que el vehicle perdés rigidesa torsional i resistència en cas de bolcada o accident. Els Hardtop, per tant, eren freqüentment xassís o monobucs de convertibles i reforçats als quals s'afegia un sostre fix. El Hardtop era més pesat que el model del qual es derivava, però amb menor rigidesa torsional.
- La manca de pilar B en els Hardtop de quatre portes provocava problemes d'ajustament i de filtracions d'aigua entre les portes. De vegades, a causa de la flexió de la carrosseria, les portes podien obrir-se durant la marxa en prendre un revolt pronunciat.

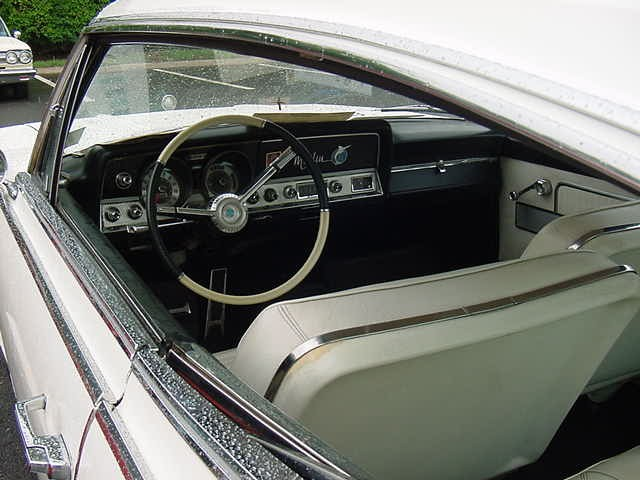
Hardtop sense pilar B d'un AMC Marlin
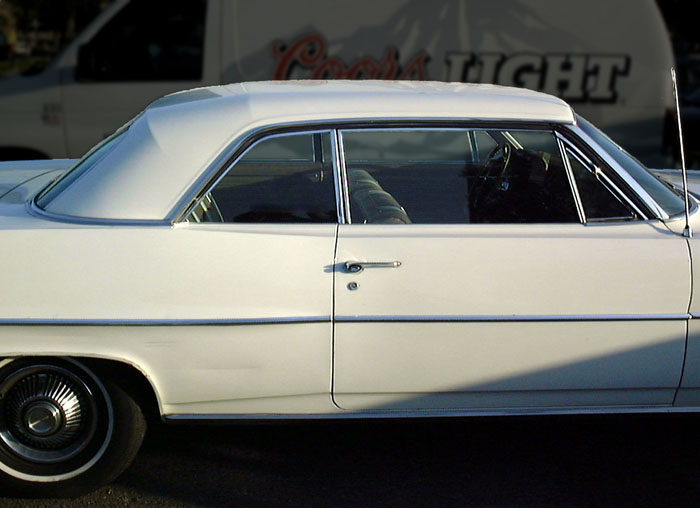
El sostre del Pontiac Catalina hardtop simula un descapotable
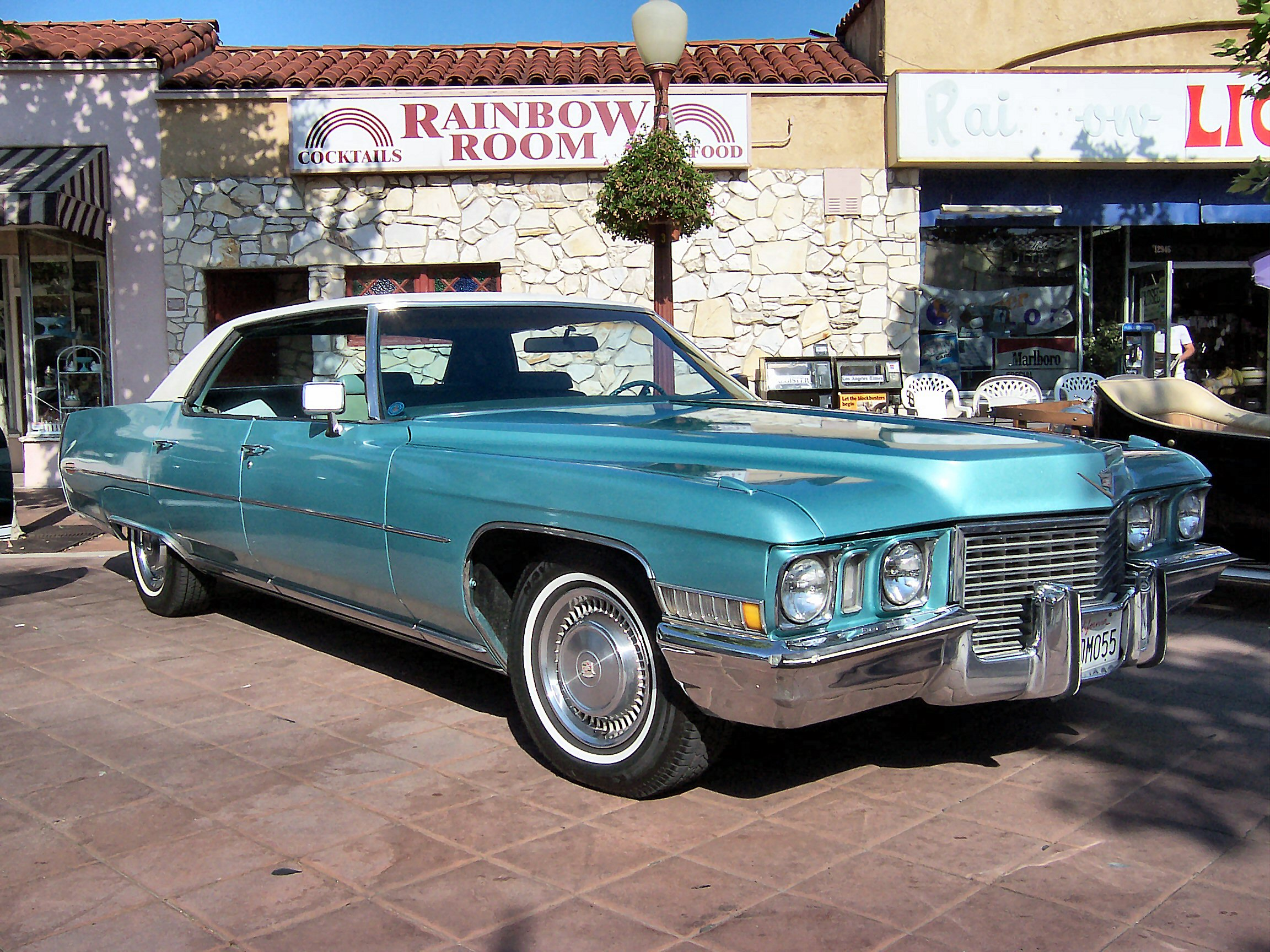
Cadillac Sedan de Ville, un hardtop de quatre portes
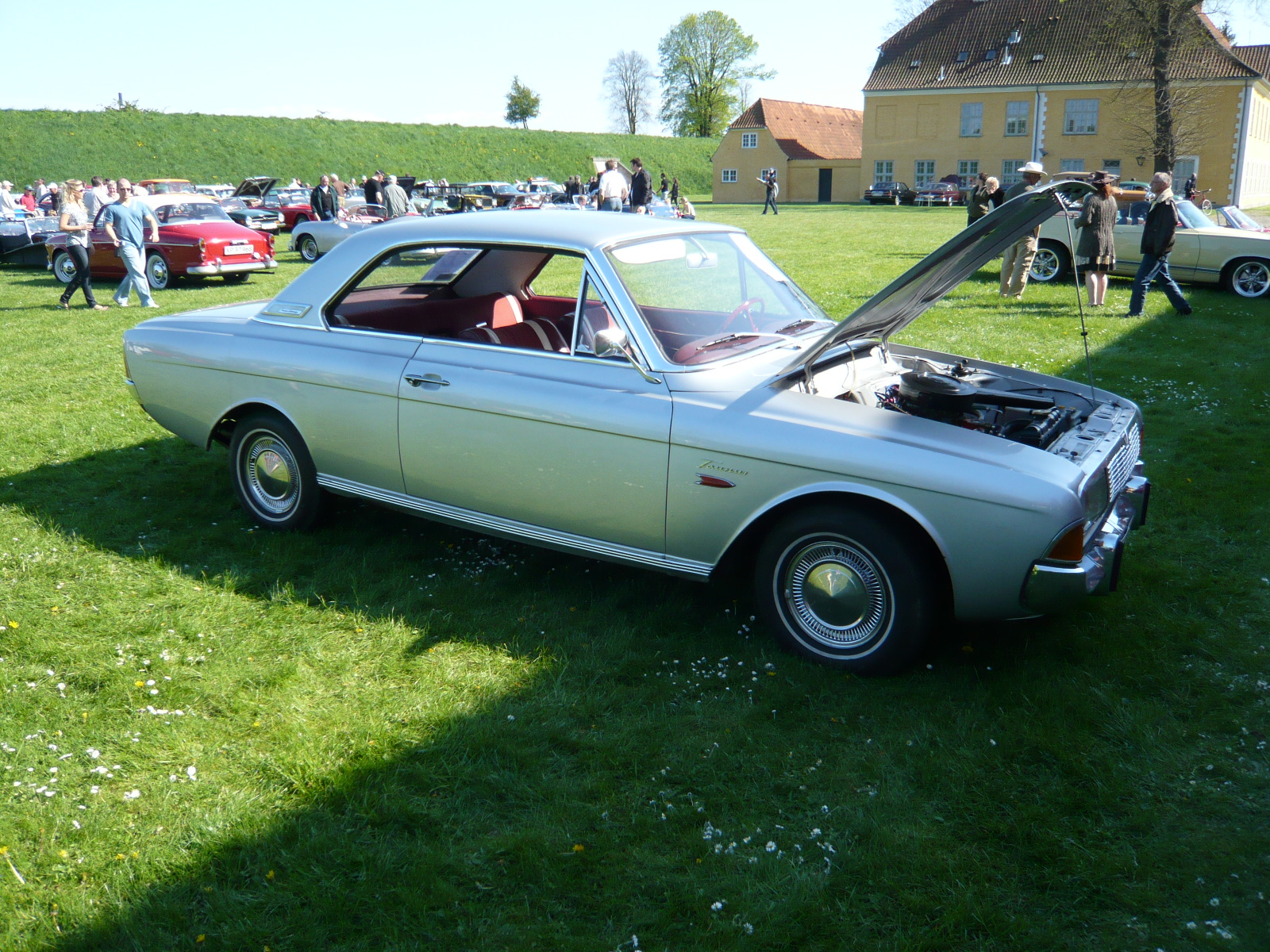
Ford Taunus, un hardtop alemany

### Vehicle esportiu utilitari
Un vehicle esportiu utilitari és un automòbil tot terreny amb carrosseria monobuc dissenyat per ser utilitzat majoritàriament en carreteres asfaltades. Els esportius utilitaris solen ser més alts que el vehicle del qual es deriven i poden presentar detalls visuals presos dels tot terrenys, com ara barres frontals de protecció o rodes de recanvi externes a la porta del darrere.

#### Porta del darrere
La porta del darrere (tercera o cinquena porta), inclou al vidre del darrere i s'obre verticalment o gairebé verticalment per permetre l'accés a la zona de càrrega. En anglès es diu a aquest vehicle "hatchback".
En països anglòfons es diferencia més el "liftback", que és un automòbil amb una cinquena porta no vertical, sinó inclinada suaument.
Els automòbils tot terrenys, els monovolums i les furgonetes també solen tenir una porta del darrere, no obstant això, els termes "tres portes" i "cinc portes" es reserven per als turismes.

### Vehicle tot terreny
No confondre un automòbil tot terreny amb un vehicle esportiu utilitari, un automòbil tot terreny és un tipus de vehicle dissenyat per a conduir a tota mena de terreny. Aquests automòbils van sorgir com a necessitat en les guerras de principis del segle xx, i van ser adaptats per a ús civil i aprofitats per realitzar travessies, vigilar zones protegides i moure's en terrenys aspres o relliscosos.

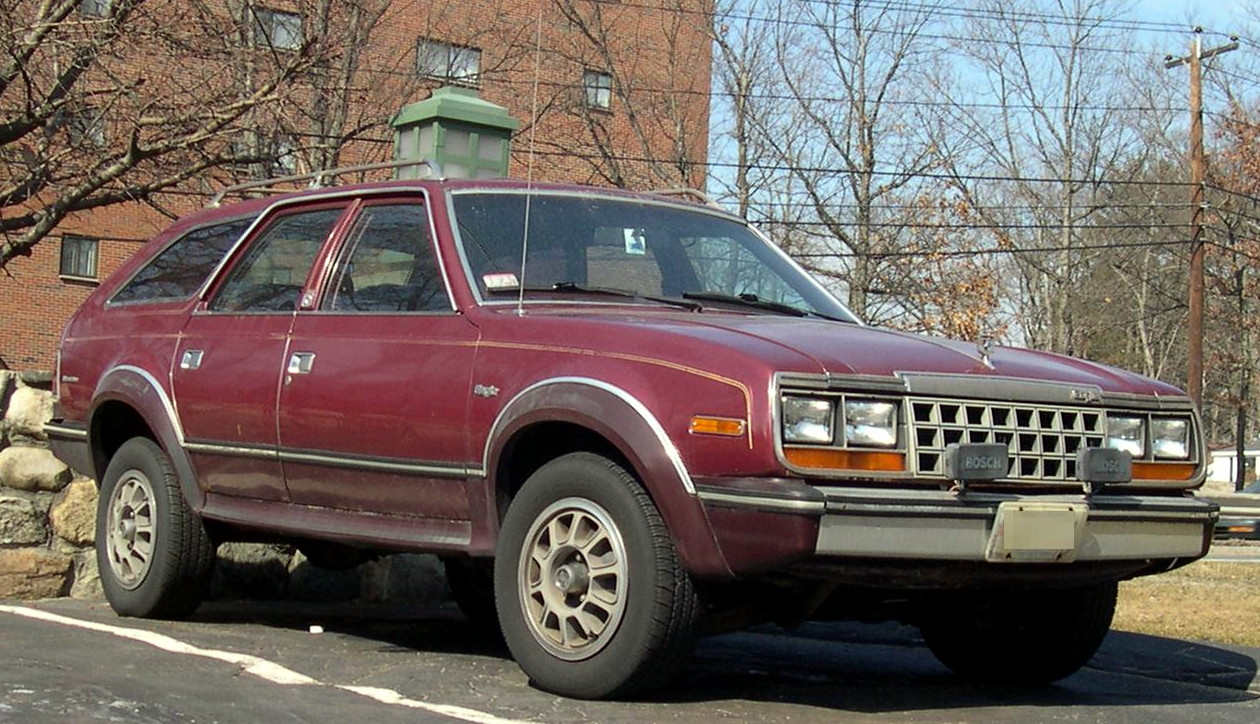
AMC Eagle, el primer esportiu utilitari
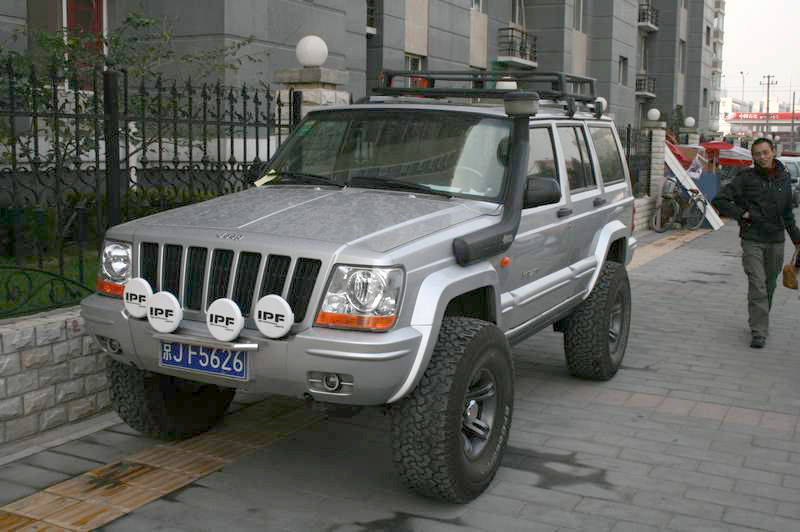
Jeep 2500 Made in China, amb 6 en línia d'alta performance
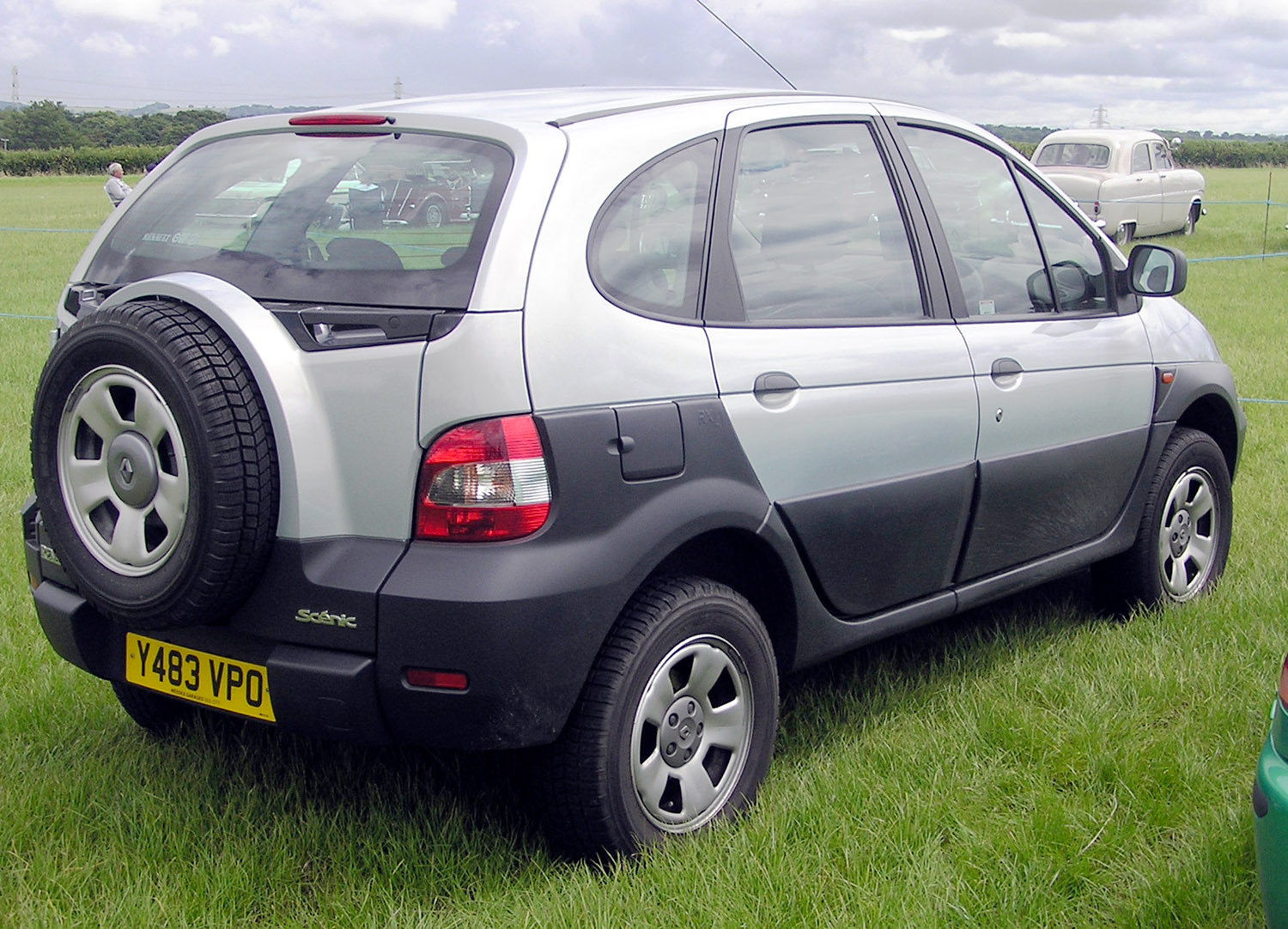
Renault Scénic RX4, derivat d'un monovolum
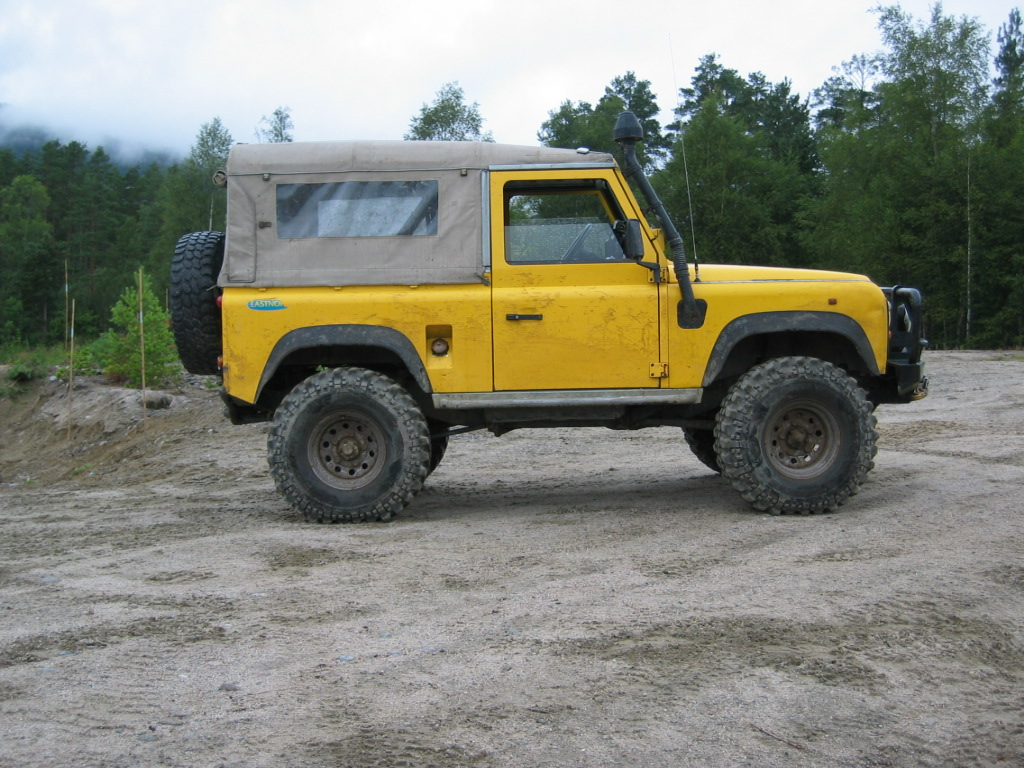
SJ Autèntic tot terreny, wanna go càmping Vehicle!
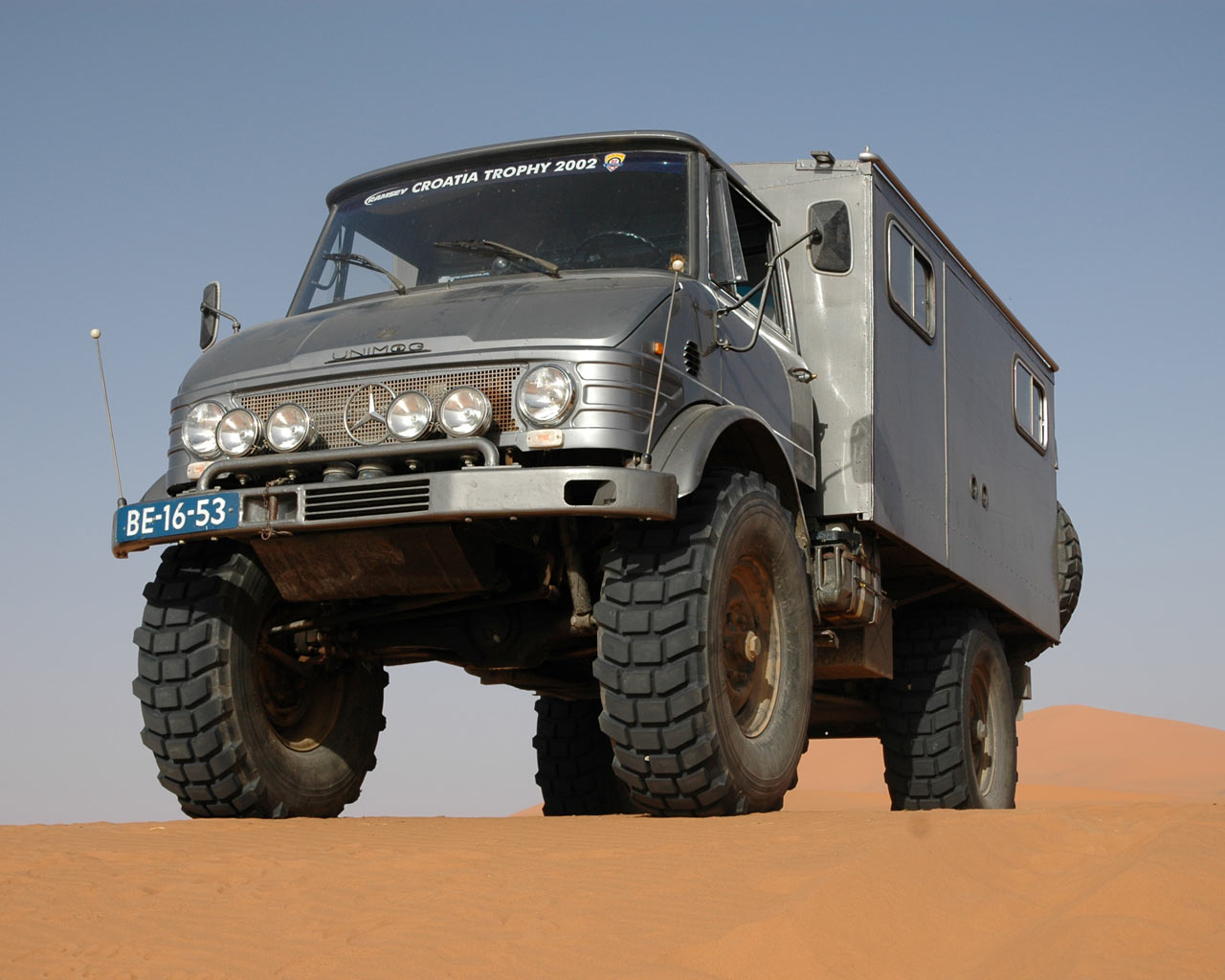
Tot terreny Mercedes Benz Fora de lliga

### Camioneta
Una camioneta (o pickup) té una plataforma de càrrega descoberta per darrere de l'habitacle. La plataforma de càrrega pot ser coberta en alguns models amb una lona o amb una estructura de fibra de vidre.

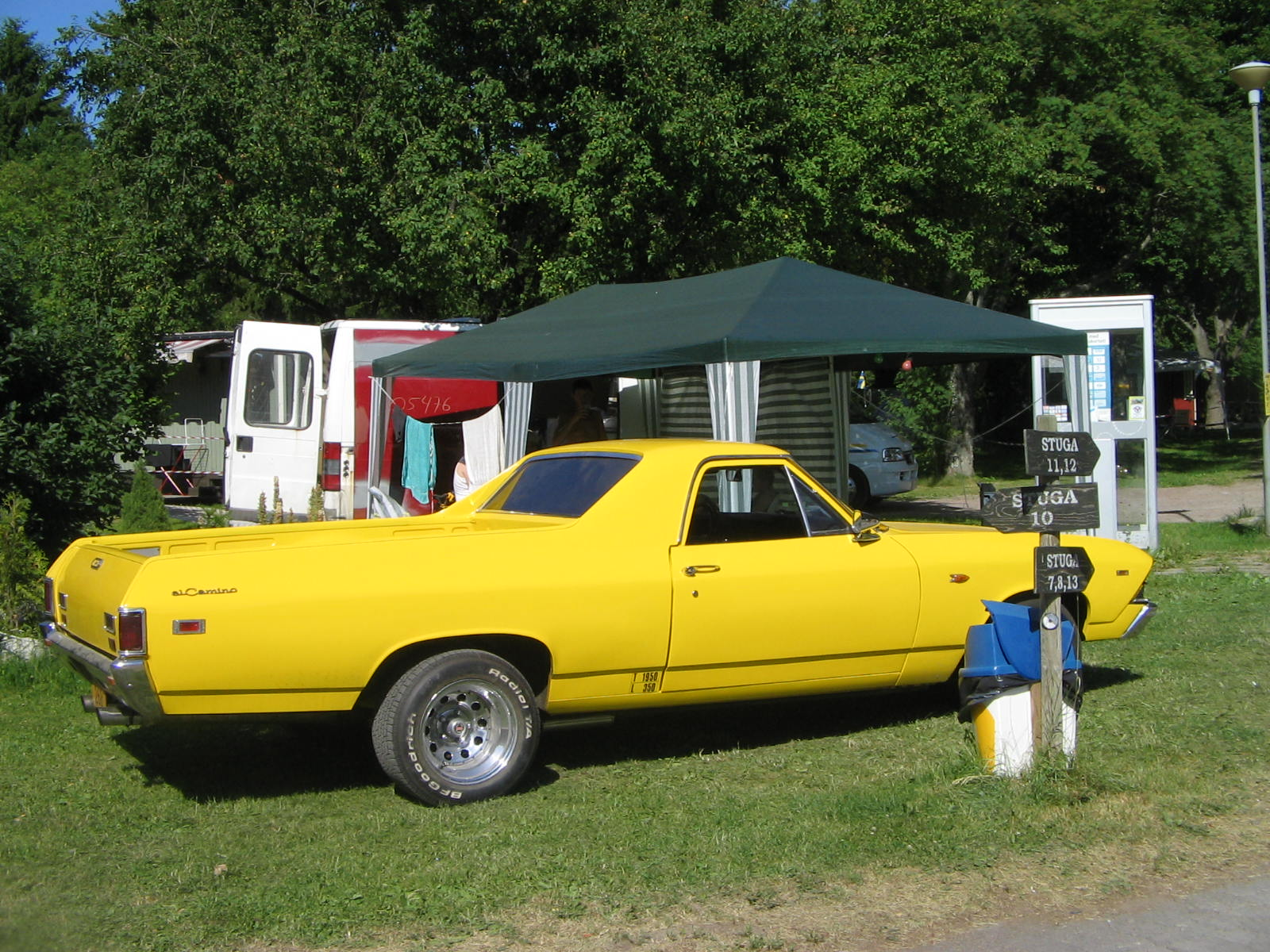
Chevrolet El Camí, basat en un Turisme
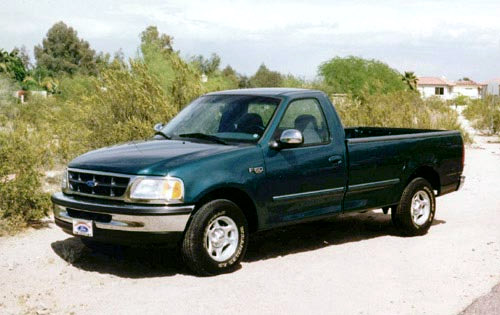
Pickup Ford F150
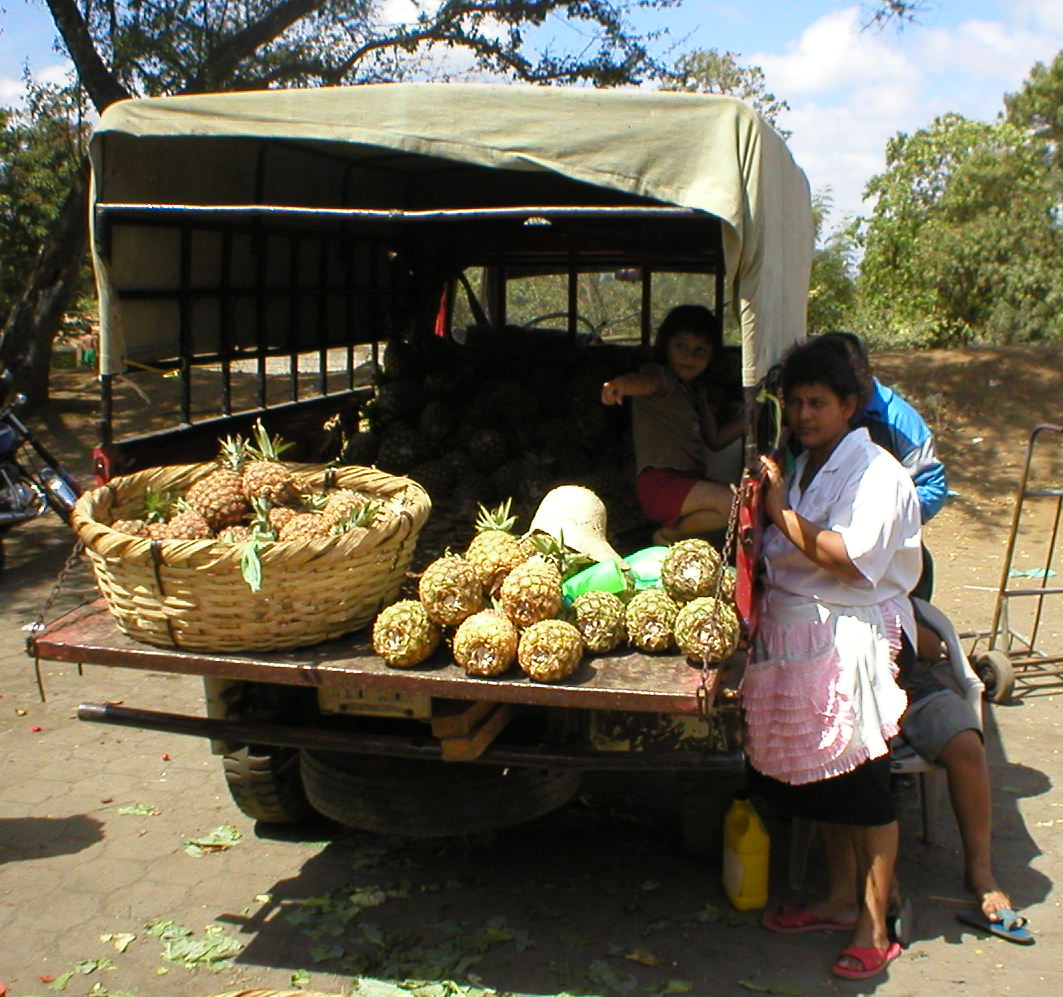
Les camionetes són molt útils en els països menys desenvolupats
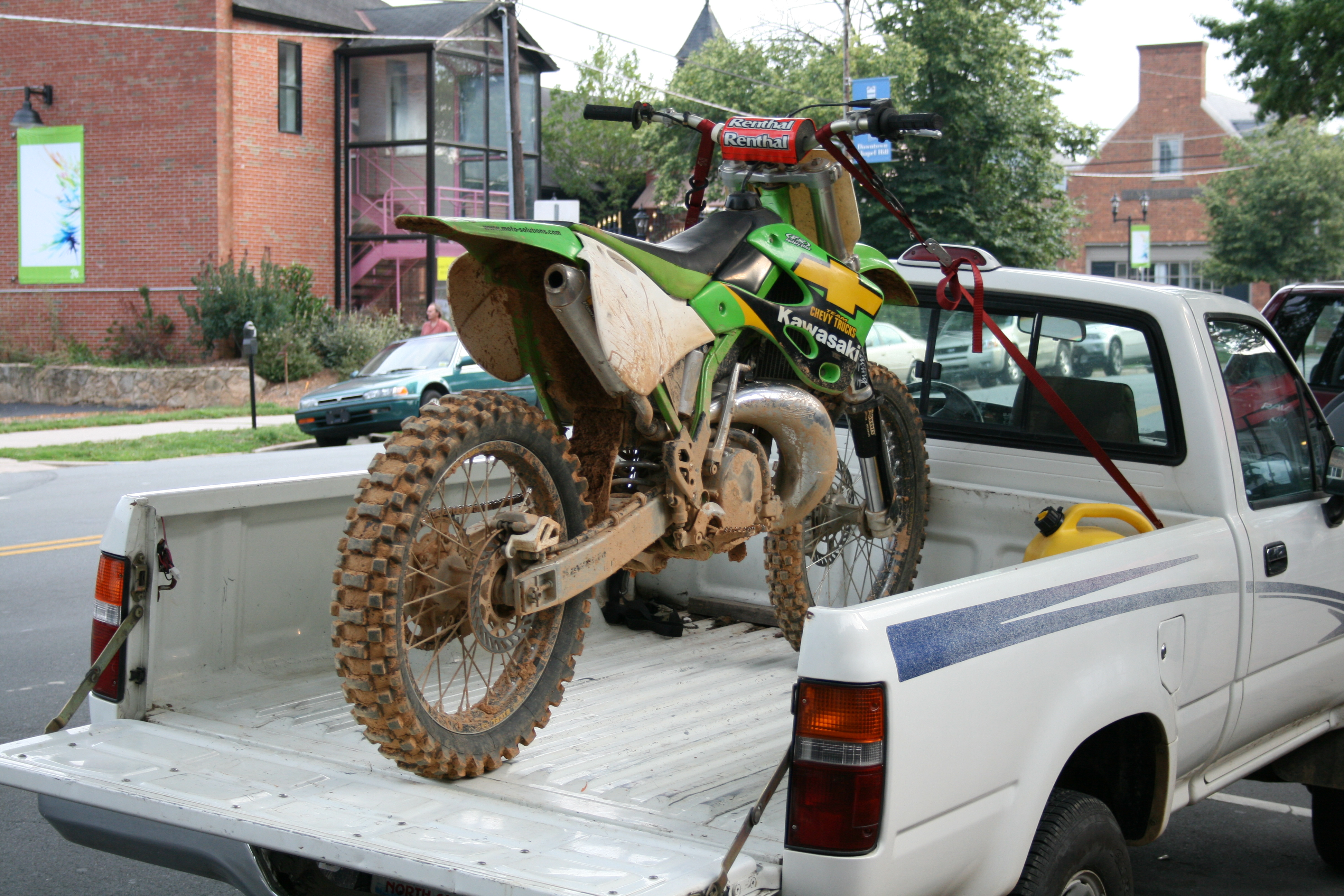
Pickup, literalment es tradueix de l'anglès com: «recollir»
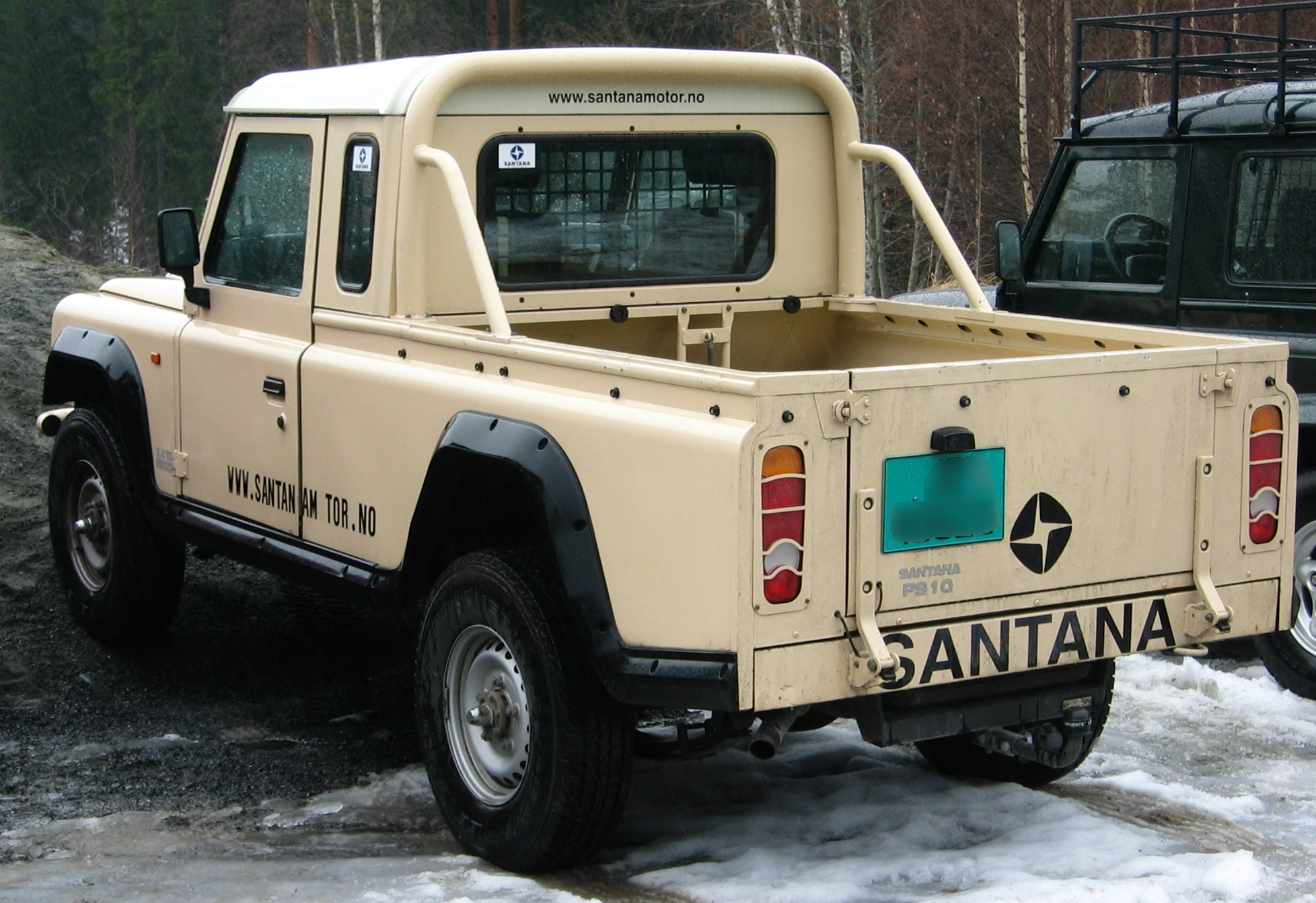
Santana pickup, derivat de l'Land Rover Defensar

### Limusina
Automòbil de luxe extremadament llarg, generalment basat en un automòbil del segment F. De vegades incorpora una partició de vidre insonoritzat per evitar que el xofer escolti les converses.

### Cotxe fúnebre
Un cotxe fúnebre és un vehicle que s'utilitza per a transportar el taüt.

## Estils de darrere

### Notchback
Notchback és sinònim de tres volums. És un format de carrosseria amb el vidre posterior relativament vertical i amb els tres volums clarament definits.

### Hatchback
El terme "hatchback" designa vehicles amb volada posterior relativament curta. La porta del darrere inclou la finestra, i dona accés a l'habitacle i a l'espai de càrrega.
Els hatchback se solen distingir dels familiars en què els familiars tenen la volada del darrere més llarg, per la qual cosa el maleter sol ser més gran que en els hatchback. En un familiar la porta del darrere sol estar molt vertical, mentre que en un hatchback la finestra del darrere pot estar més inclinada.
El primer hatchback de gran sèrie va ser el Renault 4. El hatchback va anar guanyant popularitat pel seu caràcter pràctic i es va estendre també al mercat de cotxes de luxe (Rover SD1, per exemple). Ha esdevingut el tipus de carrosseria més freqüent a Europa per als cotxes petits i mitjans.

### Liftback
El "liftback" és una variant de hatchback, en la qual la cinquena porta està fortament inclinada. Així el vehicle té la imatge d'un fastback o — més rarament — d'un notchback, però amb porta del darrere. En gairebé tots els casos, els liftback tenen quatre portes laterals, en aquests casos, el terme "cinc portes" és també aplicable. Aquest estil és aerodinàmicament més eficient que el de l'hatchback i el del notchback, encara que aprofita pitjor l'espai que el del familiar. Molts automòbils del segment D es fabriquen amb carrosseria liftback, alguns exemples són el Toyota Avensis, el Opel Vectra, el Ford Mondeo, l'Renault 11 i el Renault Laguna.

### Fastback
Fastback és un disseny en el que el sostre s'inclina suaument fins a la cua de l'automòbil. El fastback és aerodinàmicament més eficient que el tres volums. Històricament, únicament els cupès s'oferien en format fastback.

## Estils de sostre

### Landau
El Landau incorpora elements que simulen que el vehicle és descapotable, com, en el cas presentat, la falsa vareta articulada en el muntant C. Per simular el sostre descapotable, el sostre metàl·lic està revestit amb vinil encoixinat.

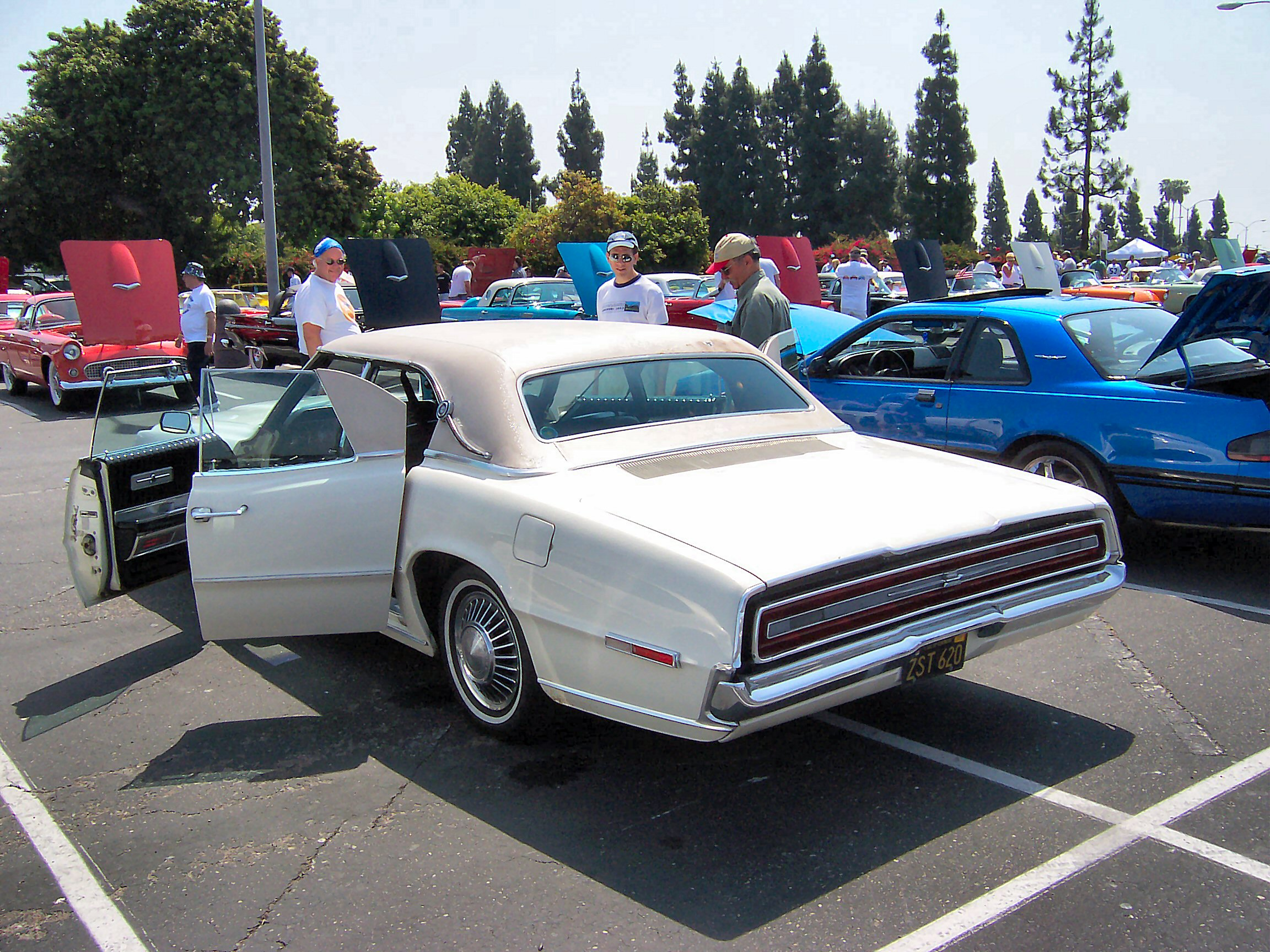
Ford Thunderbird Landau de 1968
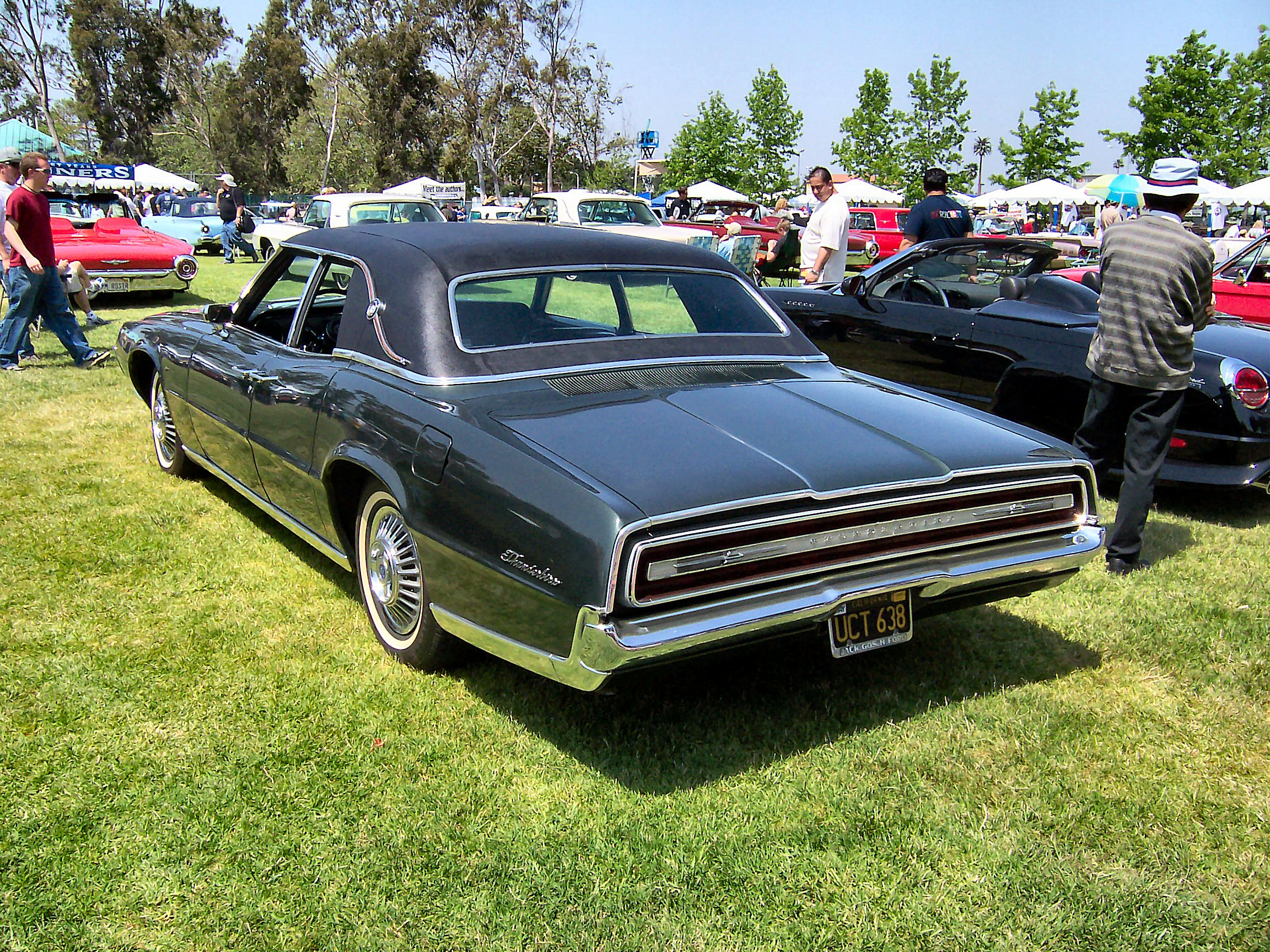
El mateix model, però amb la porta tancada

Vegeu en les imatges: la porta del darrere límit amb la falsa vareta, un estratagema habitual en aquest tipus de vehicles. El vinil en el vidre de la porta del darrere simula la capota creant un punt cec en el pilar C.

### Descapotable
Un descapotable, convertible o cabriolet té un sostre o capota que es pot treure o desar. Es poden desmuntar el sostre i la finestra del darrere.

### Cabrio coach
Un "descapotable coach" o "semi-convertible" és un automòbil que té un sostre retràctil de tela o lona. Era comú en models antics, com el Citroën 2CV.

### Roadster
Nom aplicable a qualsevol automòbil esportiu. Se li coneix com a Roadster als vidres de la part posterior.

### Spider
Els Spider (o Spyder) són una versió italiana del Roadster, mentre a Alemanya solen anomenar les versions teutòniques com Speedster.

### Targa
Terme que utilitza la marca Porsche per definir els seus vehicles que tenen pilar C però que es poden treure part del sostre rígid.

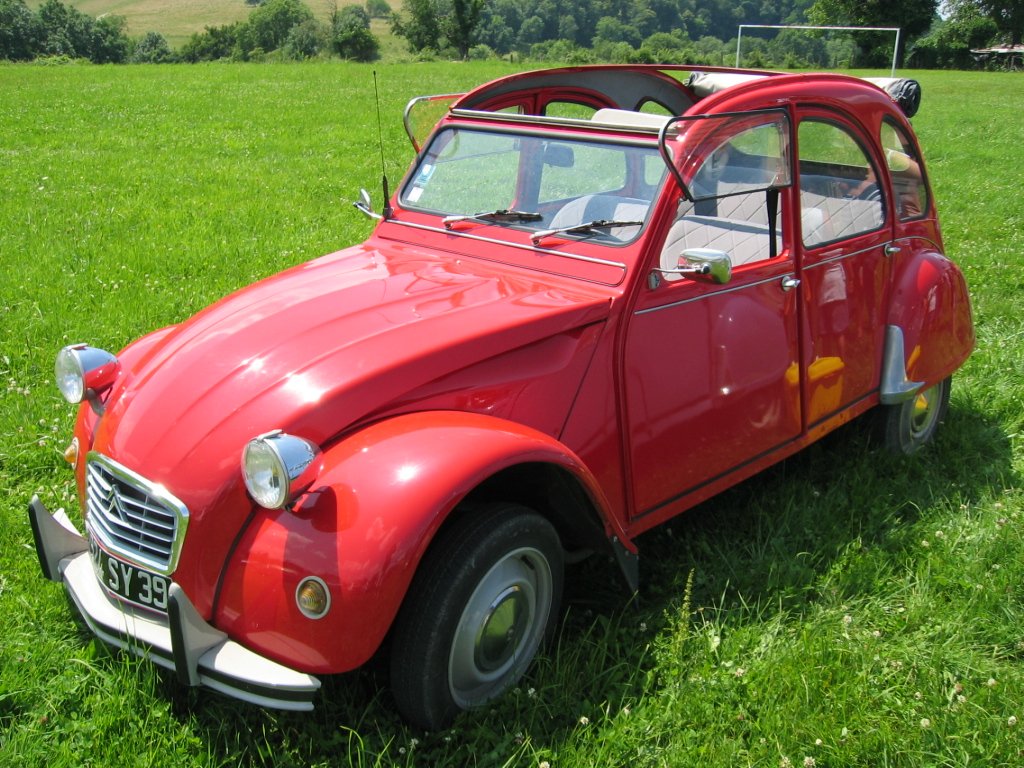
Cabrio coach Citroën 2CV
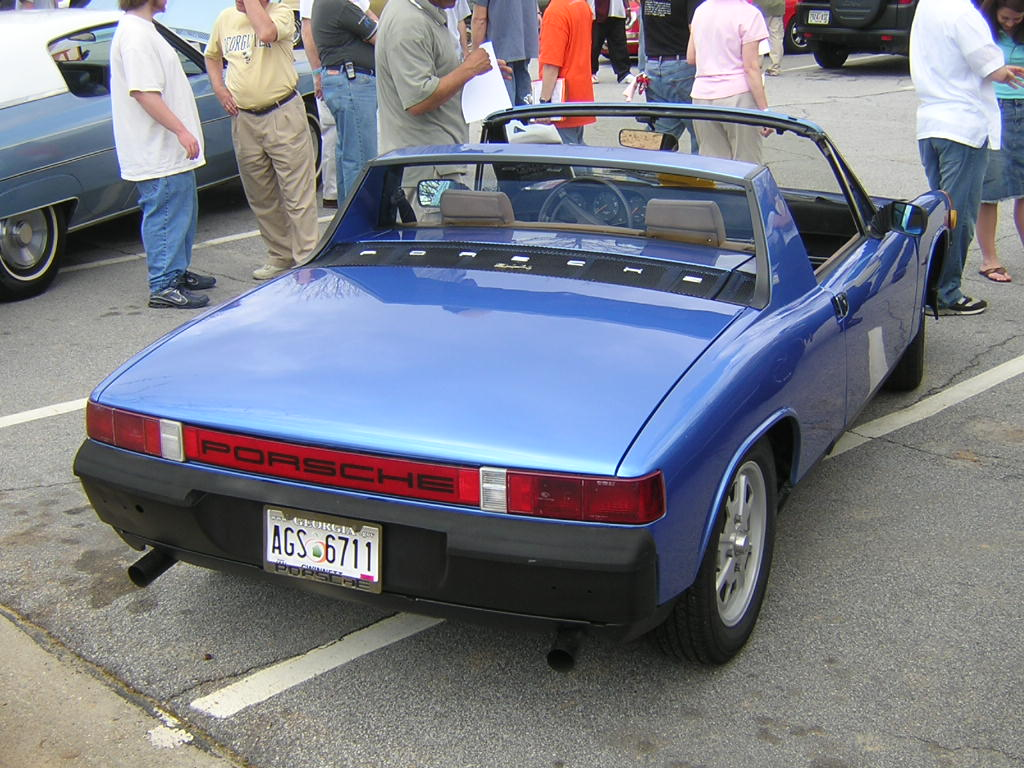
Porsche 914 -6 Targa
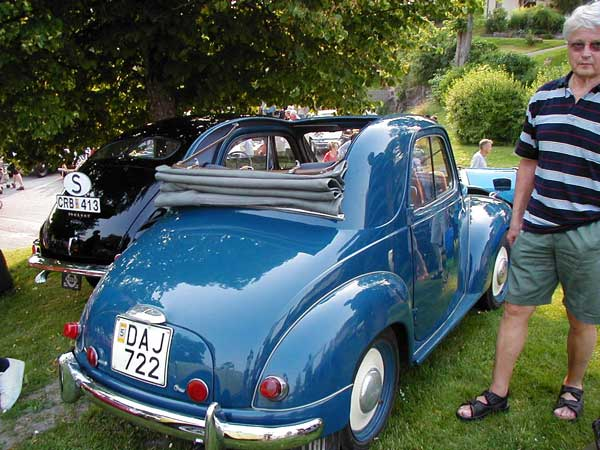
Fiat Topolino semi-convertible
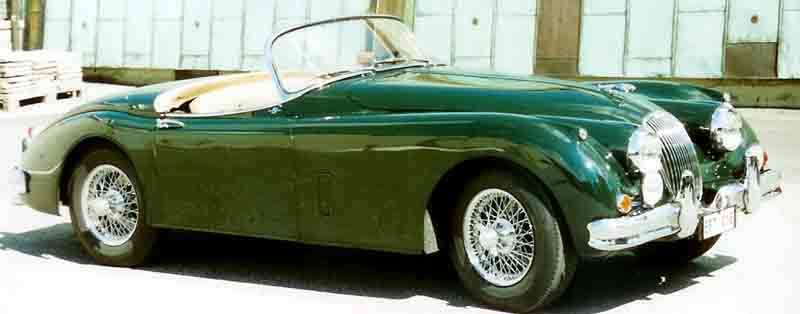
Clàssic Jaguar XK150 Roadster
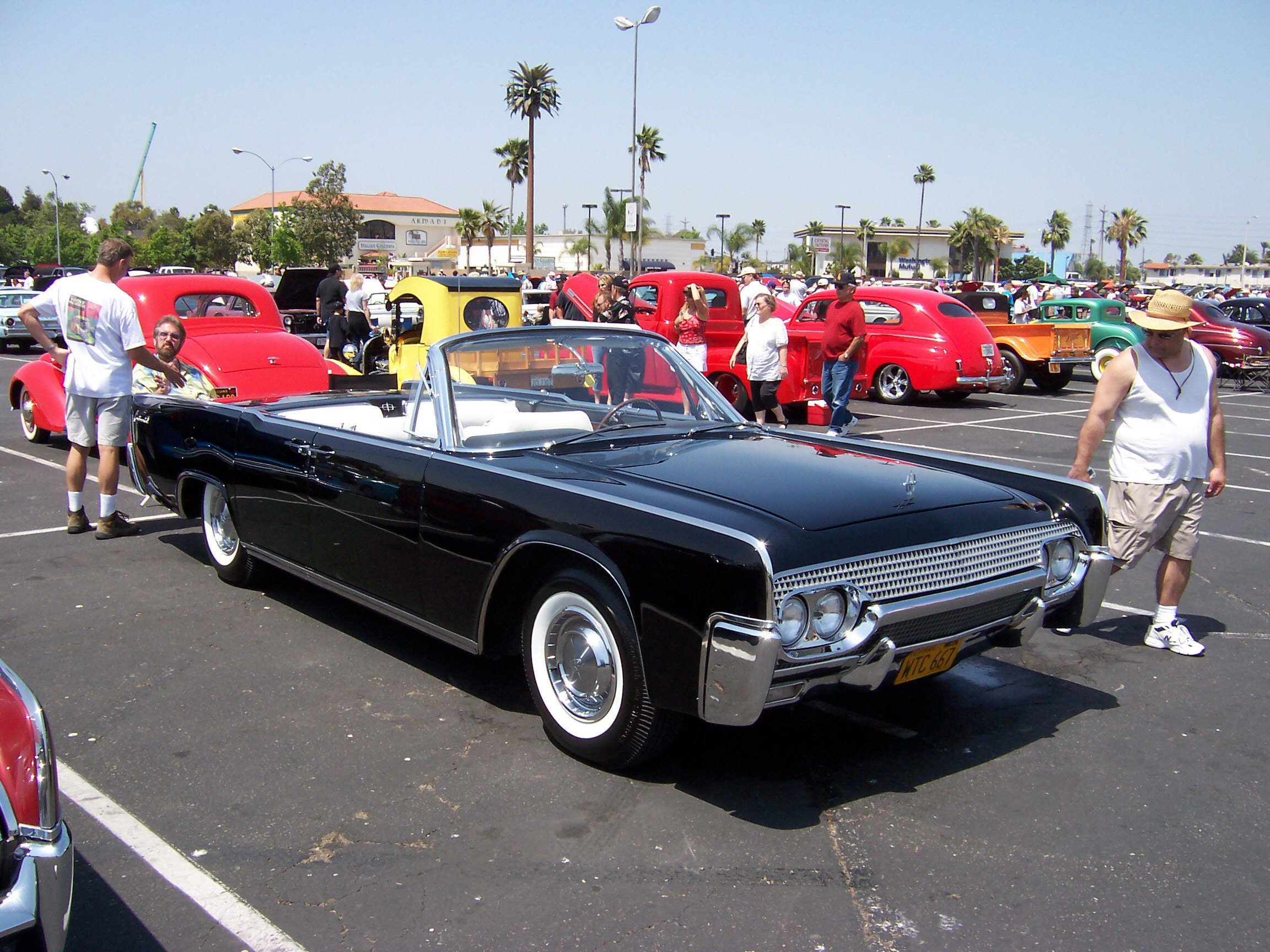
Lincoln Continental, descapotable de quatre portes